# Tempel von Dendera

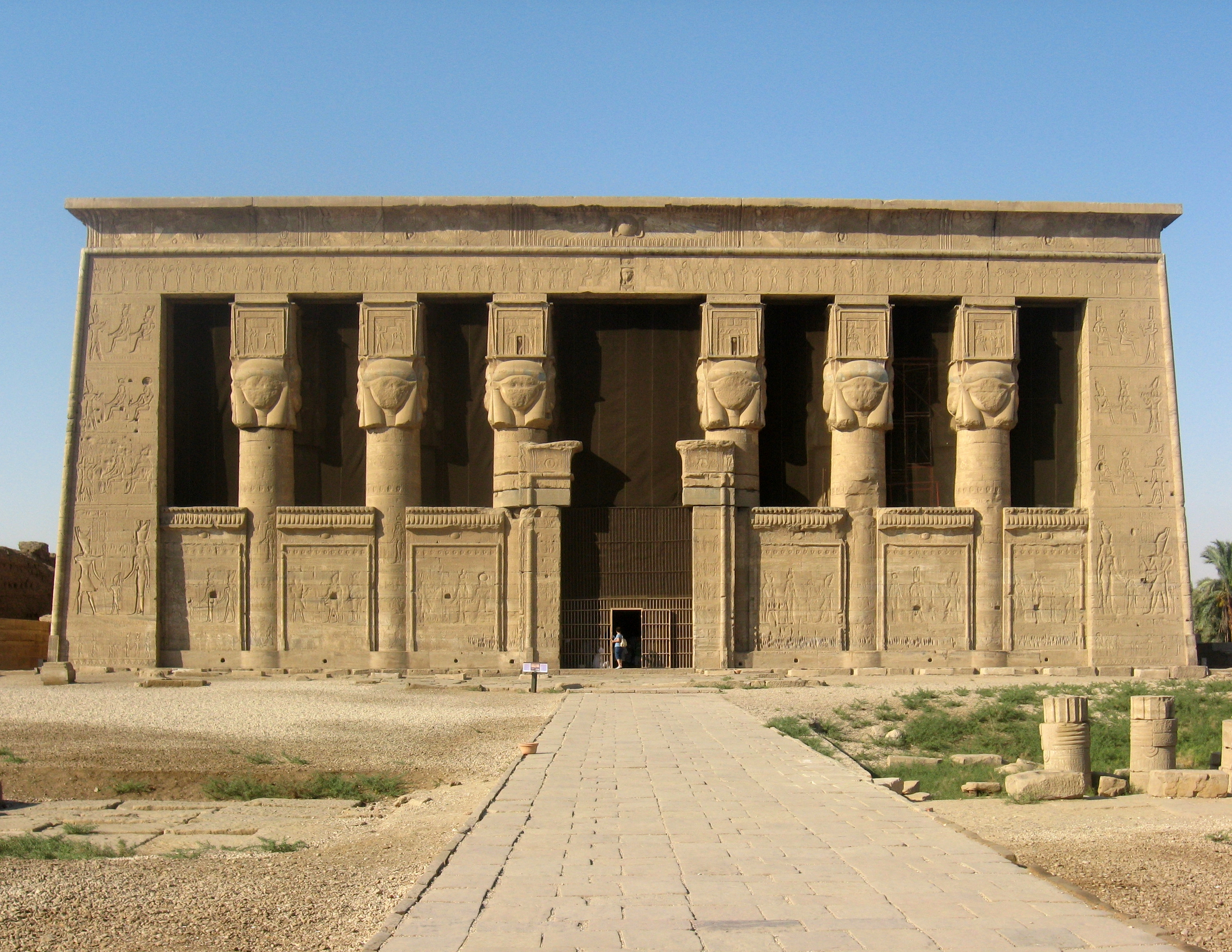
Großes Hypostyl des Dendera-Tempels

Der Tempel von Dendera ist eine altägyptische Tempelanlage in Dendera, 55 km nördlich von Luxor in Oberägypten. Sie ist eine der wichtigsten Tempelstätten Ägyptens und war der Göttin Hathor gewidmet. Die Anlage liegt im Bezirk der antiken Provinzhauptstadt Tentyris, die während einiger Epochen der ägyptischen Geschichte als wichtiges religiöses Zentrum galt. Der heutige Tempelkomplex gehört zu den am besten erhaltenen ägyptischen Tempeln dieser Zeit.

## Baugeschichte
Die heutige Tempelanlage stammt aus griechisch-römischer Zeit, basiert jedoch auf Vorgängerbauten, die bis ins Alte Reich zurückreichen. In Dendera lassen sich Kulte der Hathor anhand einiger Quellen und Funde bis in prähistorische Zeit zurückverfolgen. Nach Texten in den Krypten wurde die Gründungsurkunde in prädynastischer Zeit geschrieben und tauchte angeblich zur Zeit von Cheops in einer Kiste im königlichen Palast von Memphis wieder auf. Der frühe Tempel wurde während der Regierungszeit von Pepi I. ausgebaut, der als erster Pharao den Titel „Sohn der Hathor, der Herrin von Dendera“ trug, was auf eine besondere Stellung Denderas in der 6. Dynastie hindeutet.
Früheste bauliche Überreste stammen erst aus dem Mittleren Reich und finden sich in der Ka-Kapelle des Mentuhotep II. In einem Dekret von Amenemhet I. werden zum ersten Mal in Dendera gefeierte Tempelfeste erwähnt. Einige wiederverwendete Blöcke bezeugen Bautätigkeiten von Mentuhotep II. im Mittleren Reich bis zu Schebitko in der 25. Dynastie. In der 18. Dynastie erfolgte ein Wiederaufbau unter Thutmosis III. und die Dekoration durch verschiedene Herrscher des Neuen Reiches, darunter von Amenophis III., Ramses II. und Ramses III.

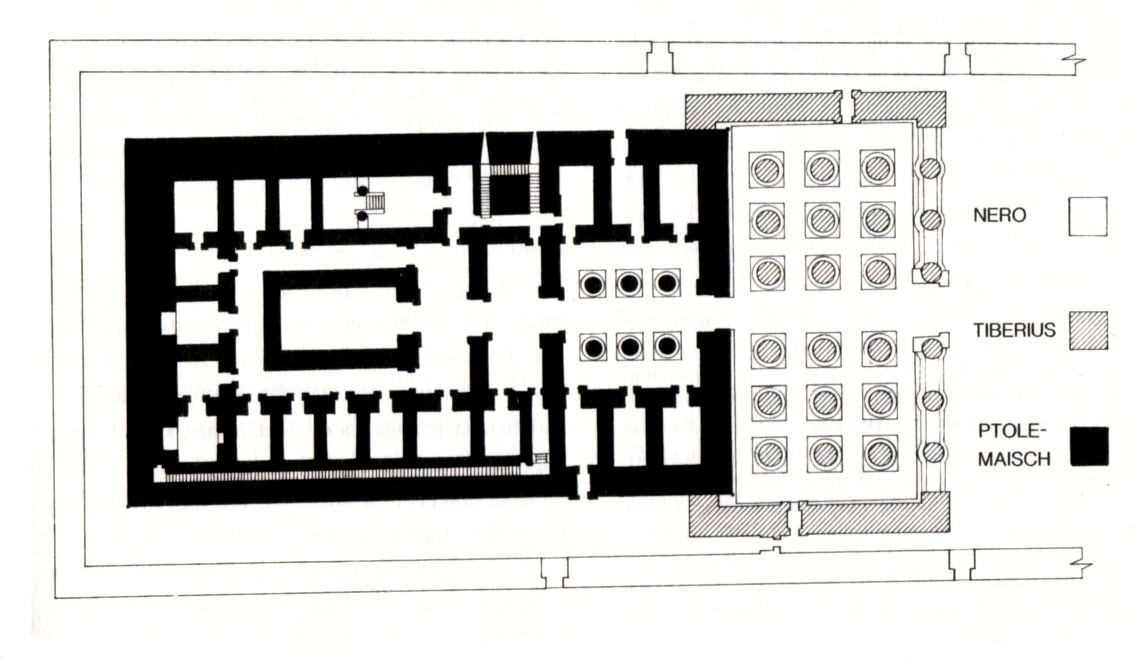
Bauphasen des Haupttempels

In spätptolemäischer Zeit kam es zur Abtragung der alten Vorgängerbauten und zu einem kompletten Neubau des Haupttempels, der in drei Etappen erfolgte. Die erste Etappe begann am 16. Juli 54 v. Chr. mit der Errichtung des Kerngebäudes unter Ptolemaios XII. Neos Dionysos. 29 v. Chr. war der Tempel soweit fertiggestellt, dass die Priester ihre Tempeldienste aufnehmen konnten. Tiberius begann den Pronaos mit den berühmten Hathor-Kapitell-Säulen, bei dem sich die Namen von Caligula, Claudius und Nero finden.
Die dritte Etappe setzte unter Nero mit dem Bau der inneren Steinumwallung ein, die vorne in einen Säulenhof und in ein Eingangstor übergehen sollte, aber unvollendet blieb. Bei der Fundament-Legung der Mauer wurde das ptolemäische Geburtshaus durchschnitten, das Nero durch einen prachtvollen Neubau direkt hinter dem Eingangstor ersetzte. Das römische Geburtshaus trägt die Kartuschen von Trajan und Antoninus Pius und wurde noch bis in die Zeit von Marcus Aurelius erweitert und ausgeschmückt. In der Regierungszeit von Domitian und Trajan entstand das Tor am nördlichen Eingang. In späterer Zeit folgten der heilige See, das Sanatorium und die römischen Zisternen. Letztes Bauwerk war die koptische Basilika aus dem fünften Jahrhundert.

## Besucher- und Forschungsgeschichte

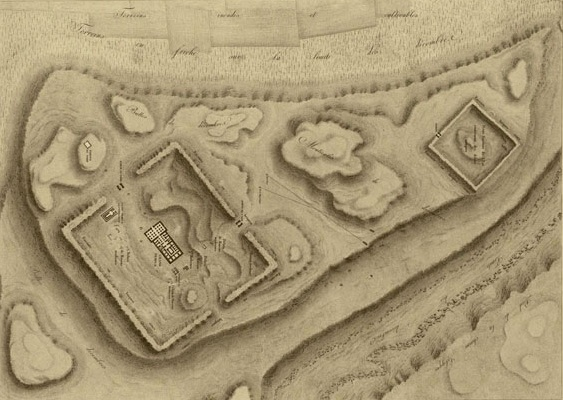
Topografische Karte der Ruinen, Description de l'Egypte (1817)

Der Tempel war bis in das 19. Jahrhundert hinein verschüttet und konnte somit gut erhalten bleiben. Das Tempelgelände wurde nach der Ptolemäerzeit immer wieder genutzt und besiedelt, so dass sich östlich der Mauern ein gewaltiger Schutthügel (Kom) bildete, der bis an das Tempeldach heranreichte und dieses als Siedlungsfläche einbezog. Die Siedlungsschichten auf den anderen drei Seiten waren weniger stark, jedoch war der heilige See komplett verschüttet und überlagert und das Mammisi bis ans Dach bedeckt und besiedelt.

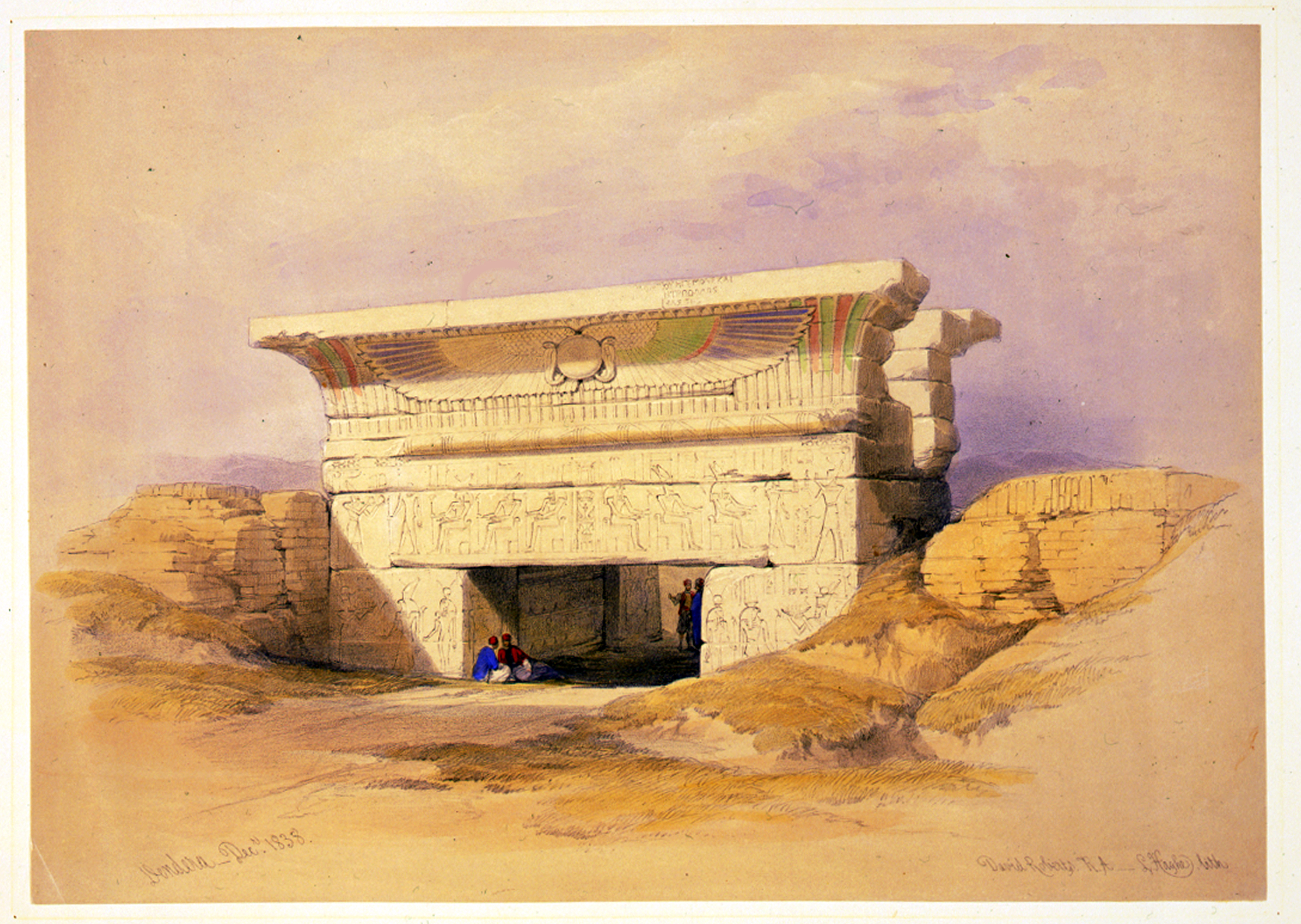
Dach des Osttors, David Roberts (1838)

Die ältesten Darstellungen des Tempels stammen vom dänischen Offizier Frederic Louis Norden aus dem Jahr 1737, der jedoch bei seiner Reise durch Ägypten Dendera nie zu Land besuchte. Seine Beschreibungen der Landschaft, des Ortes und der Ruinen stammen unter anderem von Richard Pococke und James Bruce. Weitere historische Darstellungen finden sich in der Description de l’Égypte (1800) und bei David Roberts (1838). Aus den Beschreibungen von Giovanni Battista Belzoni geht hervor, dass die Tempelanlage 1816 immer noch von Geröll- und Schuttbergen bedeckt war und dass sich auf dem Dach ein unbewohntes arabisches Dorf aus verfallenen Hütten befand, das 1826 von Edward William Lane bemerkt wurde. 1845 veranlasste Mohammed Ali eine partielle Ausgrabung des Haupttempels, um diesen von mittelalterlichen und neuzeitlichen Schichten zu befreien. Die Tempelfront wurde bis auf Höhe der Hypostylschranken freigelegt und der Zugang mit einer Mauergasse befestigt. Der neue Zustand wurde durch zahlreiche historische Fotografien dokumentiert.
Eine weitere Freilegung erfolgte ab 1859 durch Auguste Mariette. Zu seinen 1869 veröffentlichten Forschungsergebnissen zählt ein neuer topografischer Plan, der wie in der Description nicht das südliche Gelände berücksichtigte, dafür aber Teile des östlichen Tempels zeigt. Die Abtragung des Schutthügels wurde bis ins zwanzigste Jahrhundert durch Grabräuber fortgesetzt, die den Tempelbezirk auf der Suche nach Antiquitäten durchwühlten. Die Inschriften der Tempelanlage wurden 1865 bis 1875 von Johannes Dümichen, 1879 von Mariette und 1880 von Heinrich Brugsch untersucht. Eine vollständige, systematische Veröffentlichung erfolgte durch die Franzosen Émile Gaston Chassinat, François Daumas und Sylvie Cauville. 1897 bis 1898 fanden archäologische Untersuchungen durch Flinders Petrie und Charles Rosher statt. Petrie entdeckte als erster die Stadt Dendera samt Friedhof und begann mit Forschungen auf dem Gräberfeld. 1915 bis 1918 erfolgten systematische Ausgrabungen des University Museum von Philadelphia unter der Leitung von Clarence Fisher.

Historische Fotografien der Tempelfront
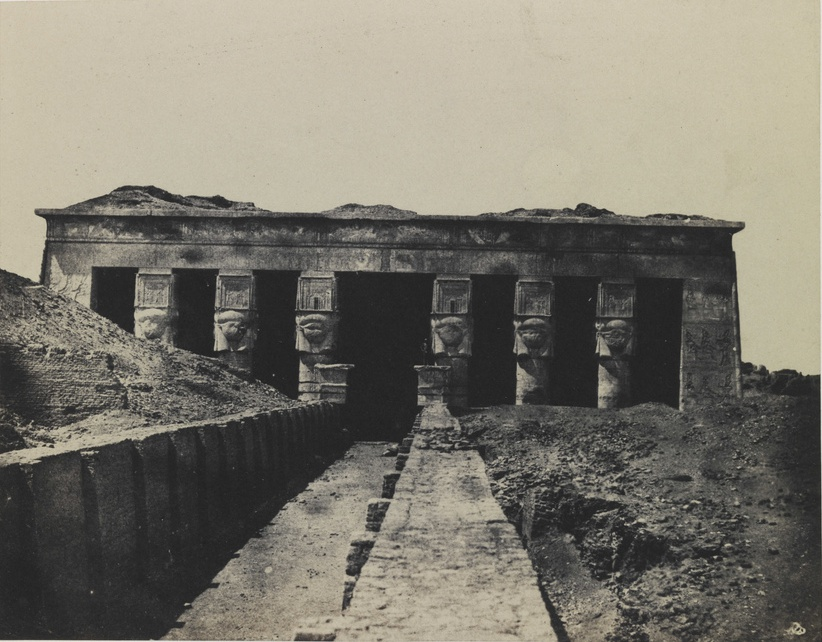
Maxime Du Camp (1850)
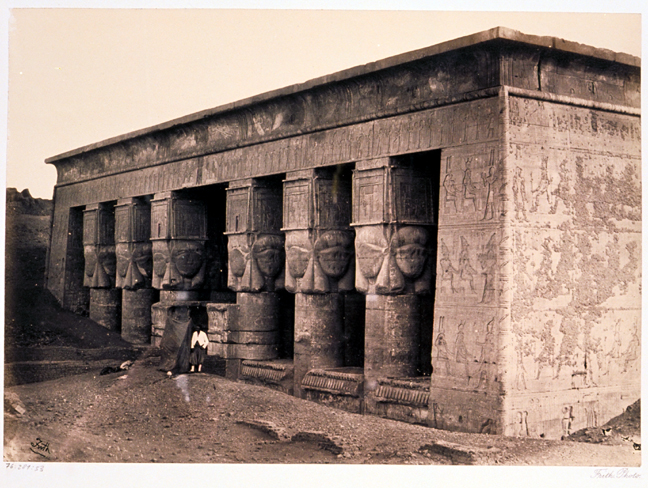
Francis Frith (1857)
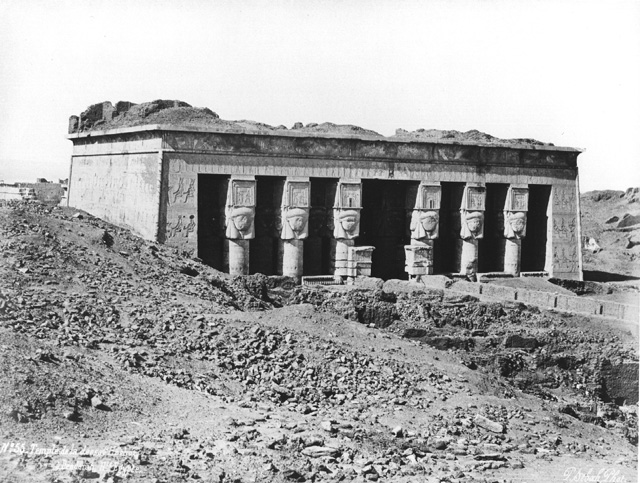
Pascal Sébah (1875)
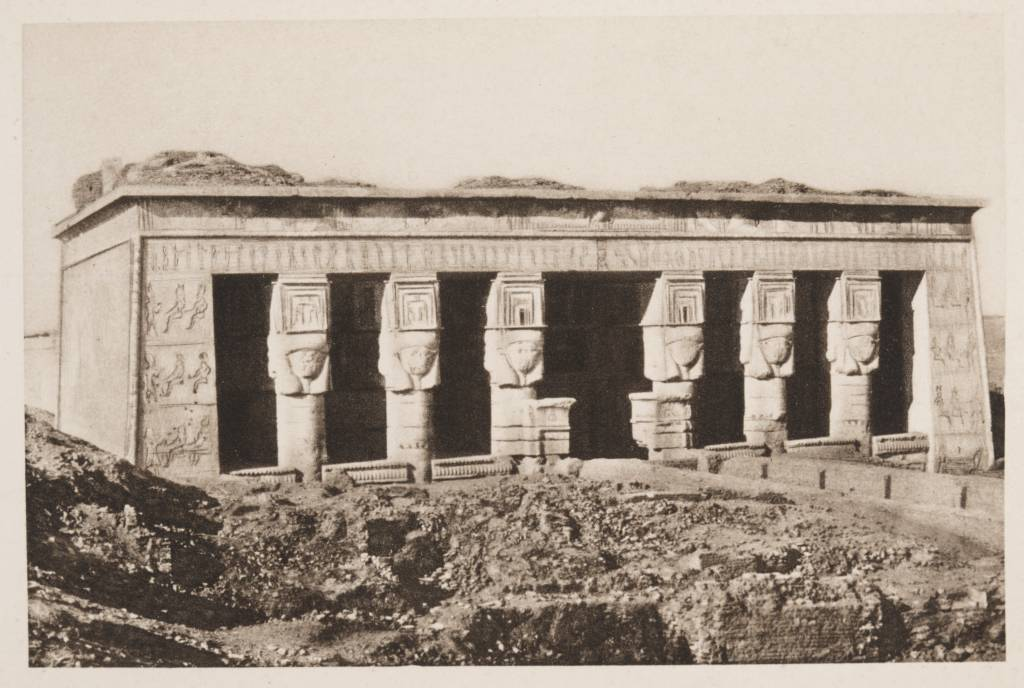
H.W. Dunning (1905)

In den 1920ern statteten Ludwig Borchardt und Herbert Ricke einen Besuch ab. Zu dieser Zeit war der Bodenabtrag fast vollendet. Auf der Ostseite war der Schutt bis tief in den Untergrund ausgegraben und nur im hinteren Bereich reichten einige Schuttmassen bis ans Tempeldach heran. Eine Untersuchung und Veröffentlichung des Mammisi erfolgte 1959 durch Daumas. Barry J. Kemp fand innerhalb des Hathor-Bezirkes an der Ostseite des Tempels Scherben aus dem Alten Reich. Bei der Installation von elektrischem Licht im Herbst 1978 wurden zudem intakte Schichtreste aus dem Alten Reich entdeckt. Ende des zwanzigsten Jahrhunderts wurden Inschriften des Isis-Tempels, des nördlichen Eingangs und der Monumente außerhalb der Umfassungsmauer veröffentlicht. Außerdem wurden Architekturstudien des Hathortempels und der Basilika durchgeführt.

## Tempelanlage

### Überblick

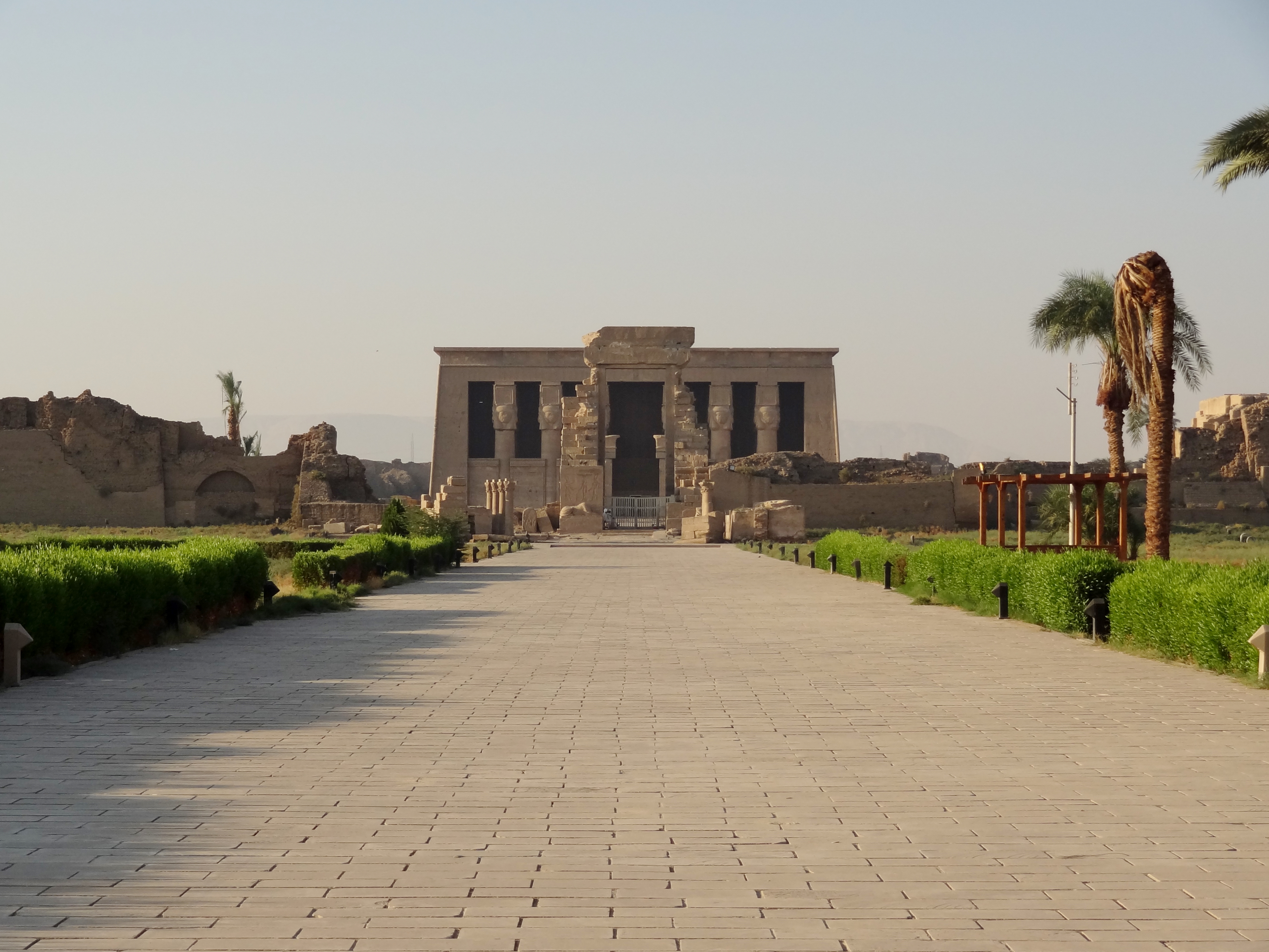
Prozessionsstraße zum Nordtor

Der Tempel von Dendera bietet eine große Bandbreite typischer spätägyptischer Tempelmerkmale. Die Anlage ist, ähnlich wie bei anderen ägyptischen Tempelanlagen, zum Nil hin ausgerichtet, allerdings nicht in Ost-West, sondern in Süd-Nord-Richtung, da der Nil an dieser Stelle eine Biegung macht. Am Nilufer befindet sich eine Tribüne, von der eine alte Prozessionsstraße an den Tempeln des Schai und der Thermuthis vorbeiführt. An der nördlichen Frontseite des Dendera-Tempels befinden sich mehrere Kioske aus römischer Zeit und ein Propylontor aus der Zeit von Domitian und Trajan, das mittig in die massive Umfassungsmauer aus Lehmziegeln eingelassen ist. Die Umfassungsmauer ist 280 mal 280 Meter weit, zehn Meter dick und stammt entweder aus der Zeit des Schabaka oder aus römischer Zeit. Hinter dem Tor setzt sich die Prozessionsstraße bis zum Haupttempel fort und wird von zwei Geburtshäusern und einem Sanatorium flankiert.

### Tempel der Hathor

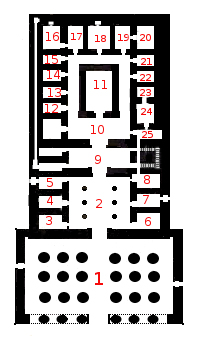
Grundriss des Haupttempels

Der Haupttempel der Hathor von Dendera misst 35 mal 81 Meter und gilt als das letzte vollständig erhaltene Tempelhaus in Ägypten. Nur die Bemalung, die noch bis ins neunzehnte Jahrhundert teilweise sichtbar war, ist verschwunden. Der Tempel ist ein hervorragendes Beispiel für die spätptolemäische Tempelbaukunst Ägyptens und besitzt große Ähnlichkeiten mit dem Edfu-Tempel.

#### Vorhof und großes Hypostyl

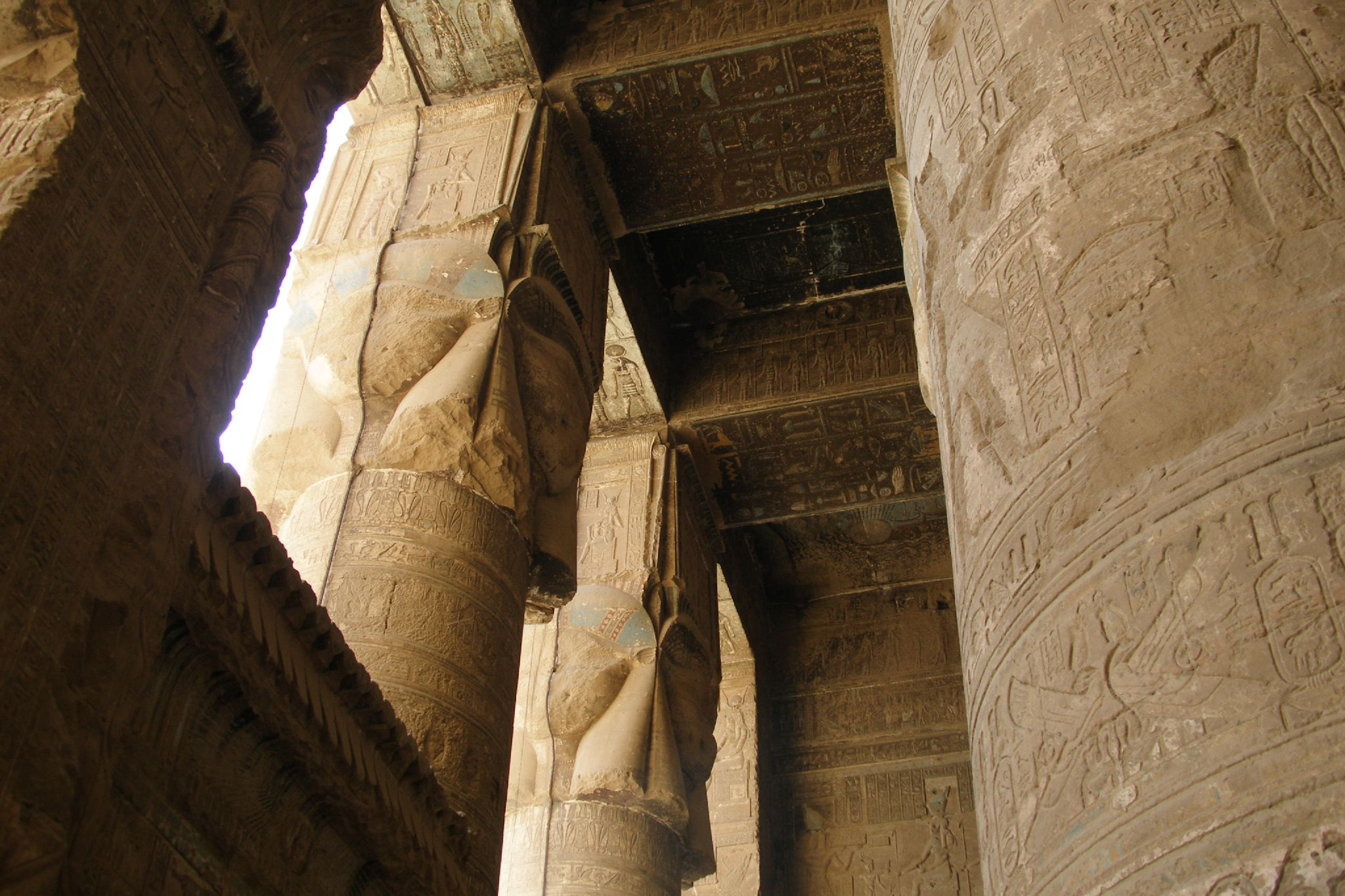
Hypostylhalle

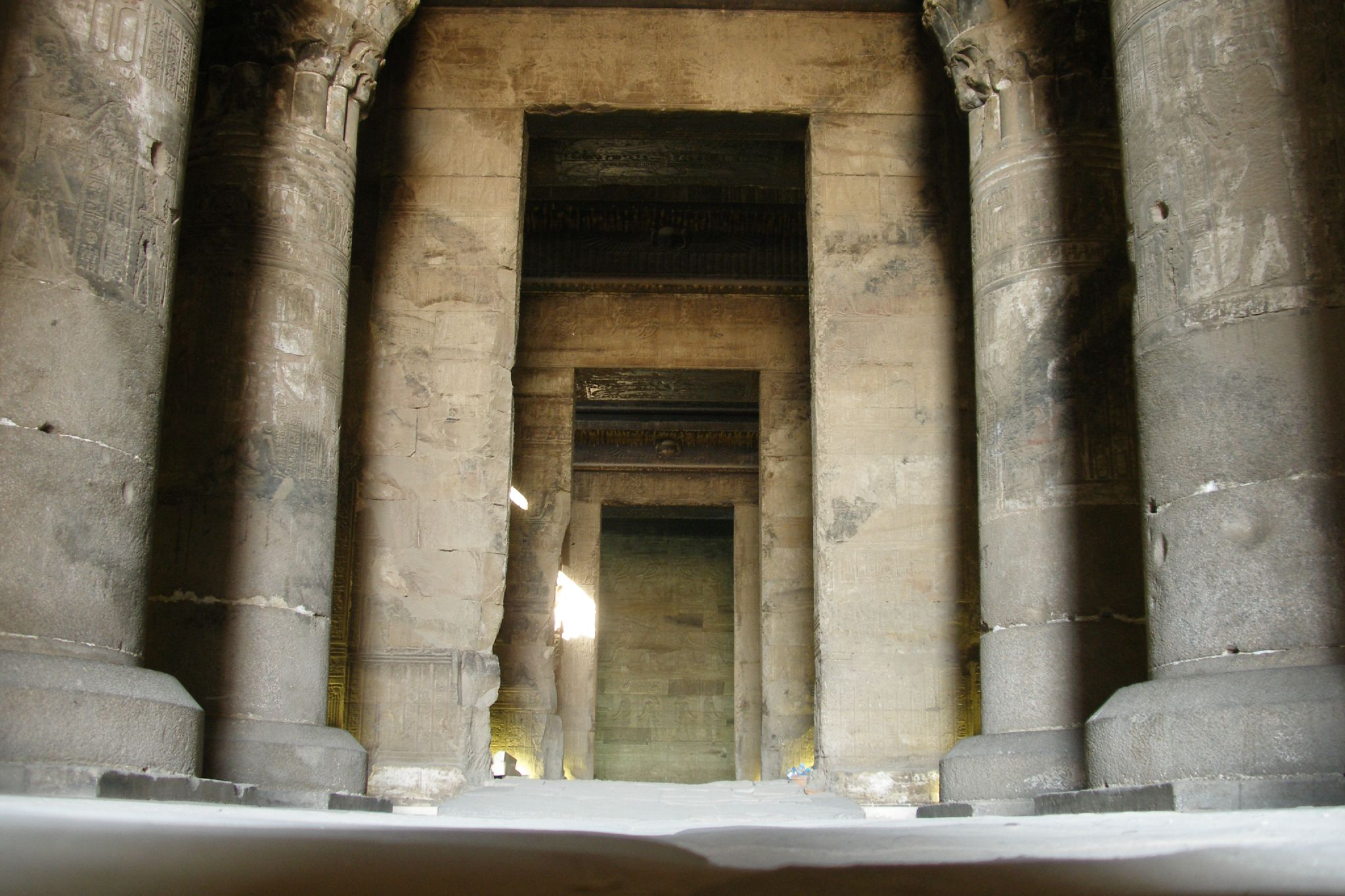
Hauptachse des inneren Tempels

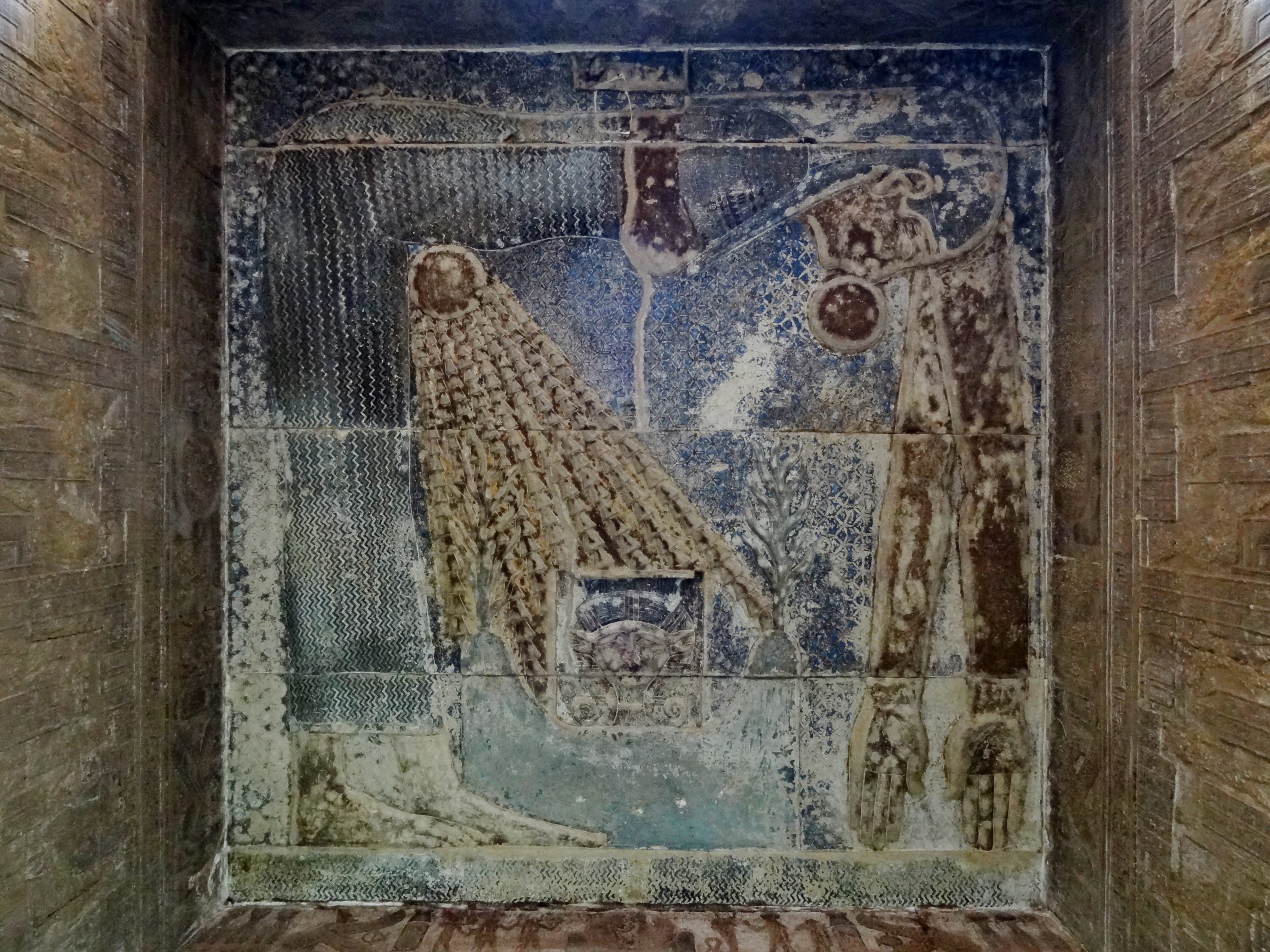
Verschlingen und Geburt der Sonne durch Nut an der Decke des Wabet

Der Vorhof ist mit einer unvollendeten Steinmauer umgeben. Auffälliger Unterschied zu den anderen Tempeln aus dieser Zeit ist, dass am Eingang Säulengang und Pylonen fehlen. Der Hof endet am großen Hypostyl (Pronaos), zu dem links und rechts Seiteneingänge durch die Umfassungsmauer führen.
Das große Hypostyl wurde im ersten Jahrhundert von Tiberius erbaut und besitzt eine einzigartige Fassade mit ungewöhnlichen Proportionen und eingelassenen sistrenförmigen Säulen. Im Gegensatz zu früheren Tempeln wurde die Fassade des Hypostyls mit einer halbhohen Mauer und darüber stehenden Säulen konstruiert. Der Pronaos ist mit insgesamt 24 Hathorsäulen ausgestattet. Die vierseitigen Kapitelle sind mit dem Gesicht der kuhohrigen Hathor verziert und wurden während der Antike teilweise zerstört. Die Hathorsäulen sind das Wahrzeichen des Tempels und wurden von frühen Christen schwer beschädigt, um die Bildnisse der heidnischen Göttin unkenntlich zu machen. Die Hallendecke, bei der die Farbe noch erkennbar ist, trägt eine komplexe und fein gearbeitete Himmelskarte mit Tierkreiszeichen und Abbildungen der Himmelsgöttin Nut, die abends die Sonnenscheibe verschlingt und am Morgen wieder zur Welt bringt.

#### Innerer Tempel
Hinter dem Pronaos folgt das kleine Hypostyl (Erscheinungssaal), wo bei religiösen Zeremonien und Prozessionen die aus ihrem Sanktuar geholte Statue der Göttin vorgeführt wurde. Die Wandbilder zeigen den König bei der Gründungszeremonie des Tempelbaus. An den Seiten befinden sich jeweils drei Kammern, die als Vorbereitungsräume für tägliche Rituale und zur Aufbewahrung von Kultobjekten dienten. Die Öffnung auf der Ostseite diente als Zugang für Opfergaben, während die Öffnung auf der Westseite zu den Brunnen führte. Ab hier beginnt der innere Tempel, der von mehreren späten Ptolemäer-Königen erbaut wurde. Auf den Wänden befinden sich viele unbeschriftete Kartuschen, die auf unruhige Regierungszeiten hinweisen. Vom Erscheinungssaal führt eine kleine Rampe zum Opfertischsaal, in dem die Opfergaben für die Göttin abgelegt wurden. Dahinter folgt der Saal der Enneaden (oder Saal der Götterneunheit), wo bei Prozessionen die Statuen der Gottheiten versammelt wurden.

#### Sanktuar
Der zentrale Teil des inneren Tempels wird vom Barkensanktuar eingenommen, in dem eine tragbare Barke und ein steinerner Schrein mit der Hathor-Statue standen. Die Wanddekorationen zeigen, dass bei religiösen Festen die Barke des Horus von Edfu zu Besuch war. Der Raum enthielt die Barken des Harsomtus und der Isis von Dendera. Das Barkensanktuar ist von einem Korridor mit elf heiligen Kapellen umgeben, die für mit Hathor assoziierten Gottheiten vorgesehen waren. Dazu zählen mitunter das heilige Sistrum und das menat-Halsband. Die mittlere Kapelle in der Tempelrückwand enthielt die heiligen Kultbilder und Symbole der Göttin, von denen das heiligste oben in einer Wandnische verstaut wurde. Im Westen des Enneadensaals führt ein Durchgang zu einem Lichthof und dem Wabet, wo die Krönungs- und Bekleidungszeremonien für die Hathor-Statue stattfanden. Der Raum besitzt eine Zweisäulenfront und ist durch Schrankenwände verschlossen. Die Decke ist mit der Geburt der Sonne verziert. Davor befindet sich auf gleicher Stufe ein kleiner Innenhof, der für die Weihung des Festopfers vorgesehen war.

Innerer Tempel
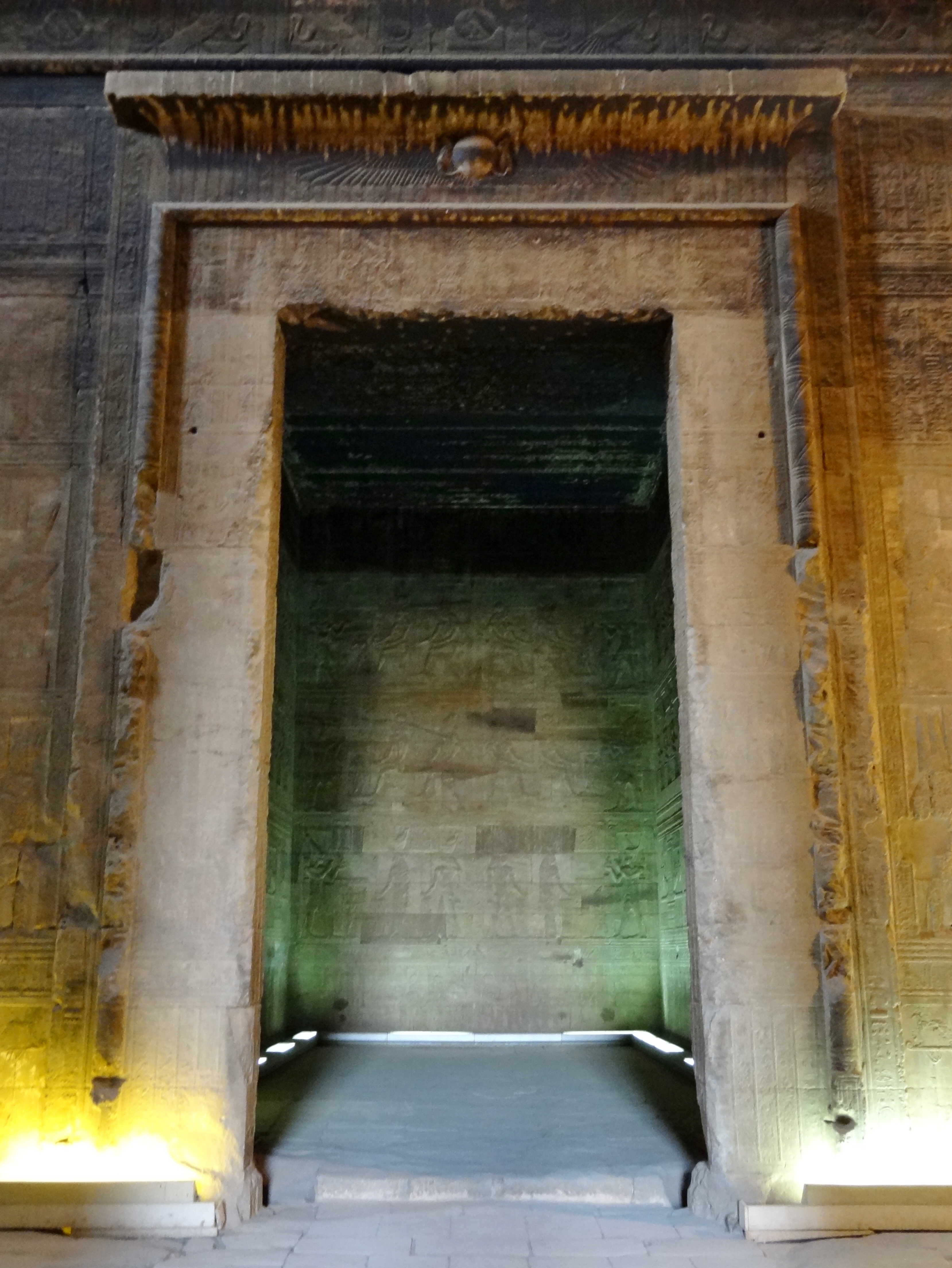
Leeres Barkensanktuar
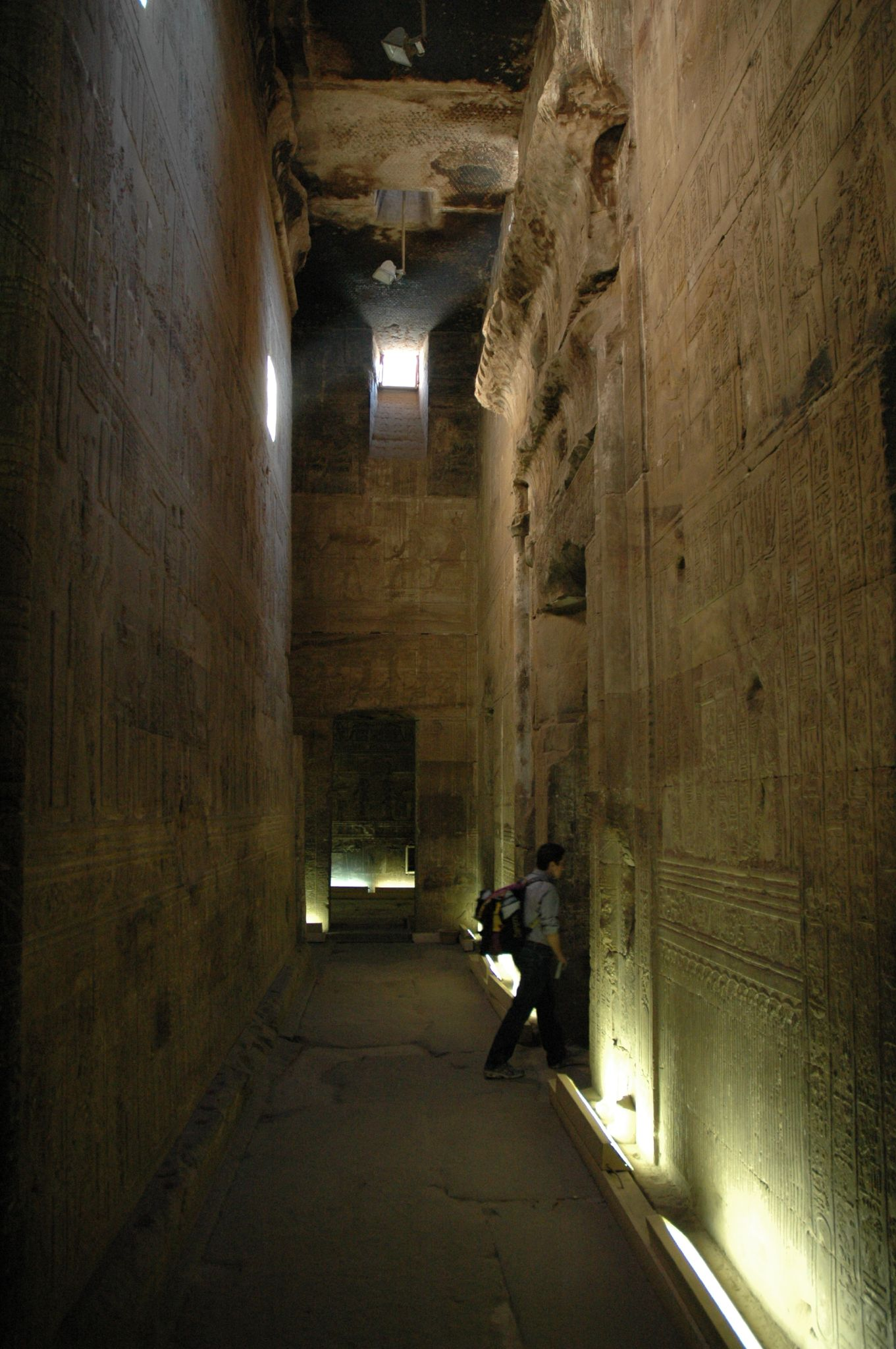
Südlicher Korridor
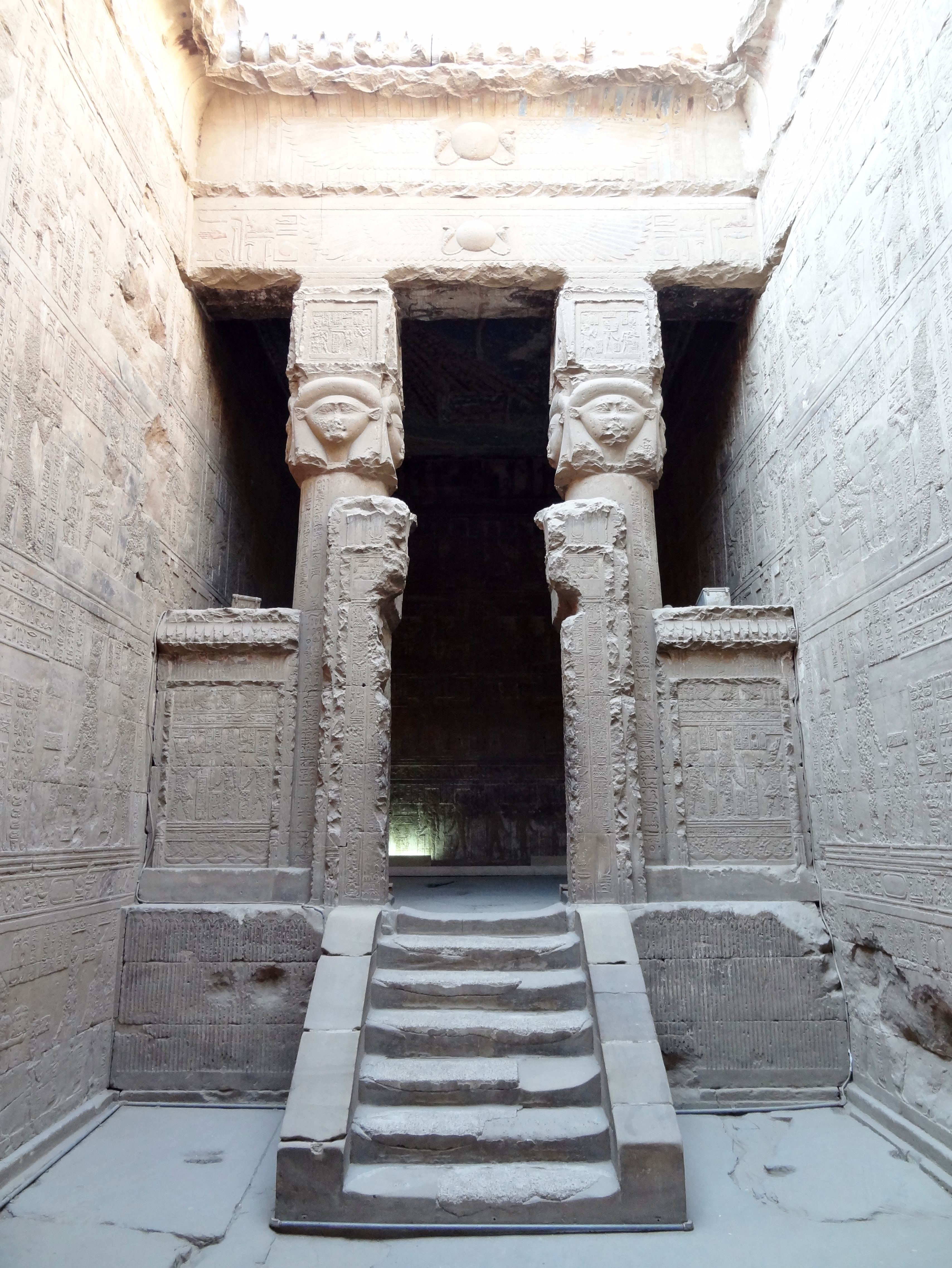
Wabet
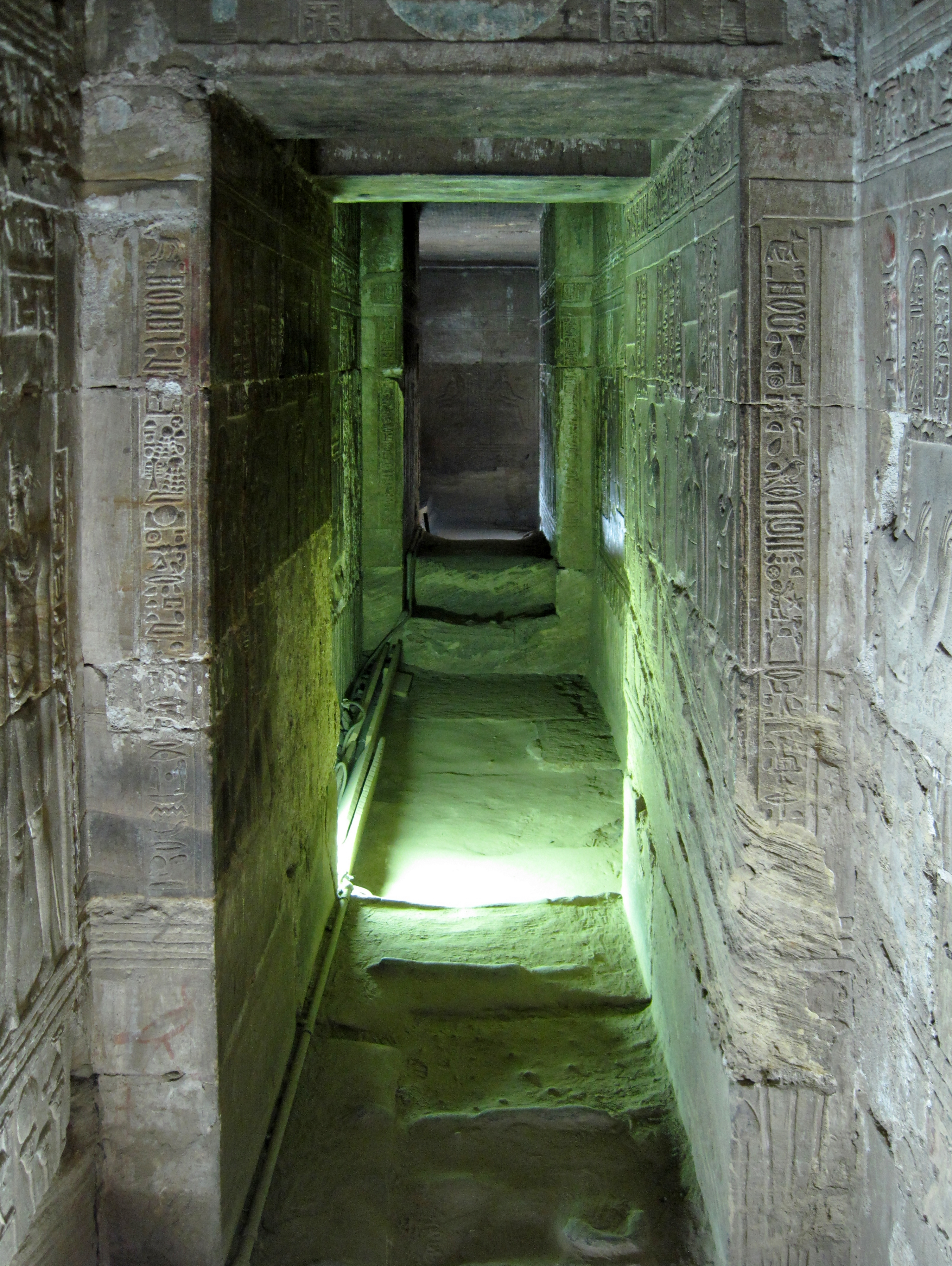
Krypten
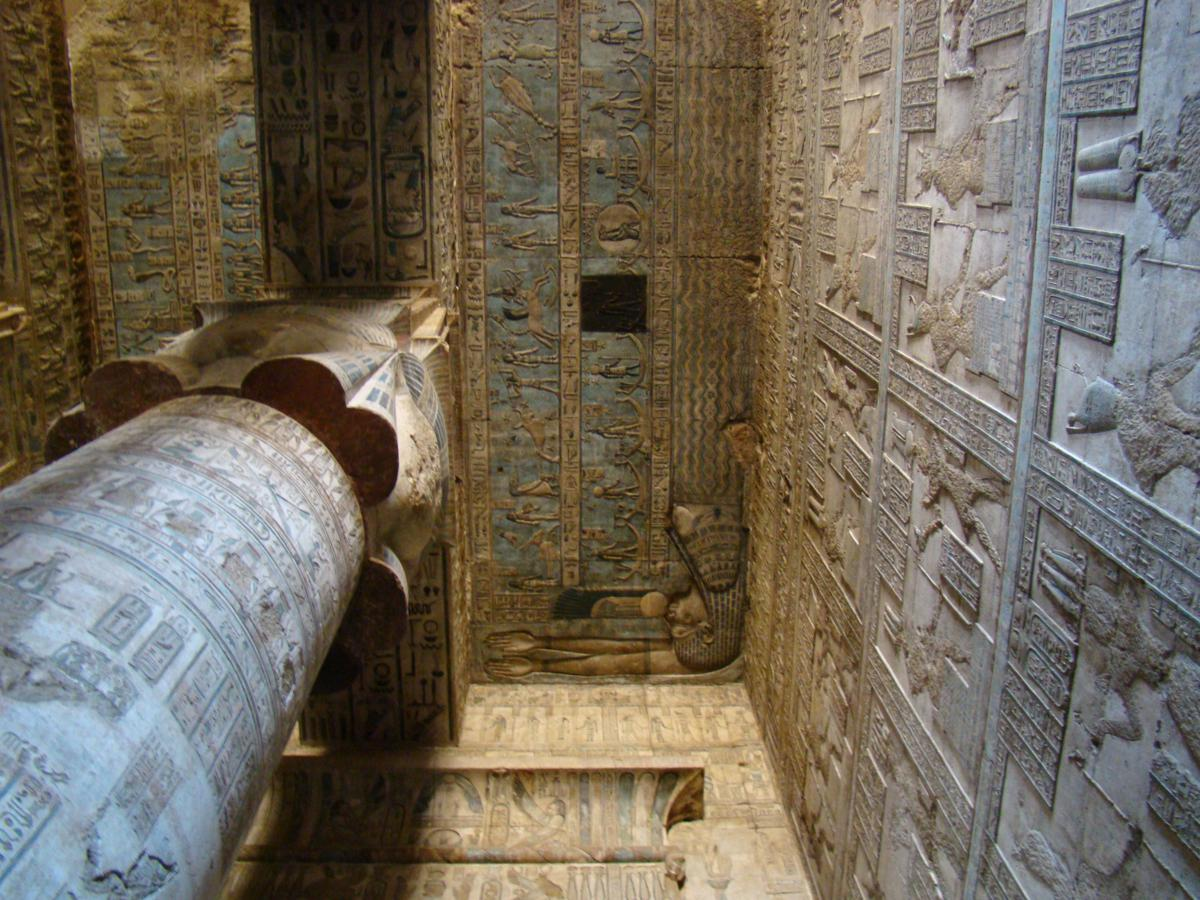
Massive Säulen des Tempels

#### Krypten
In den Außenwänden des Tempelhauses befindet sich ein in der ägyptischen Architektur einmaliges Kryptensystem. In den Wänden und unter den Fußböden im hinteren Teil des Tempels befinden sich zahlreiche Krypten, die für die Aufbewahrung der Tempelschätze dienten. Der Zugang erfolgt über kleine, durch Platten abgedeckte Einstiege im Boden oder in den Mauern. Die Krypten enthielten Kultobjekte und Kultbilder und reichen bis in die Tempelfundamente hinab. Von Bedeutung war die Statue des ba der Hathor, die während des ägyptischen Neujahrfestes aus dem Versteck aufs Tempeldach gebracht wurde. In einigen Krypten wurden Mumienreste heiliger Kühe gefunden.

#### Tempeldach

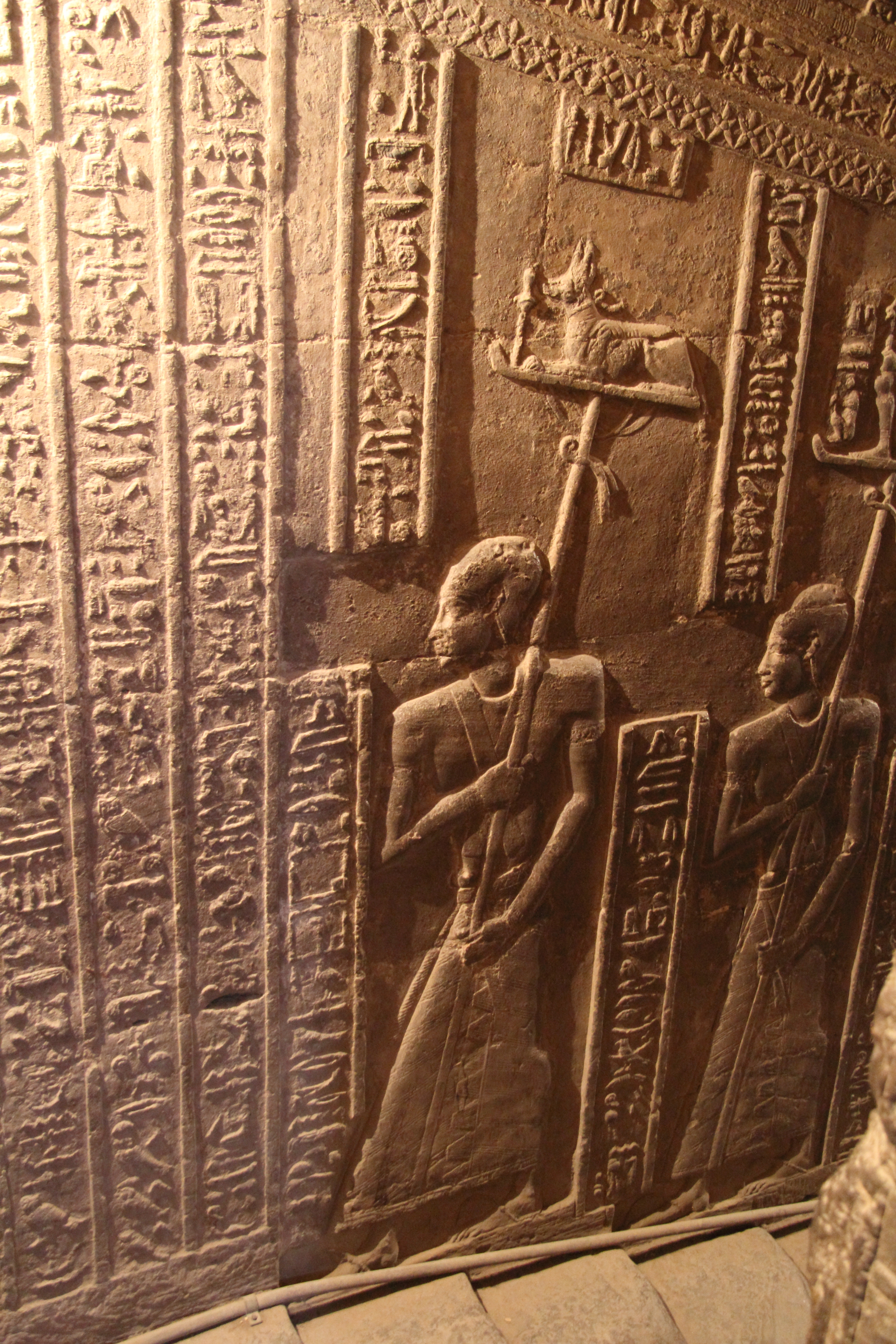
Prozessionsdarstellung an der Wand der Treppe zum Tempeldach

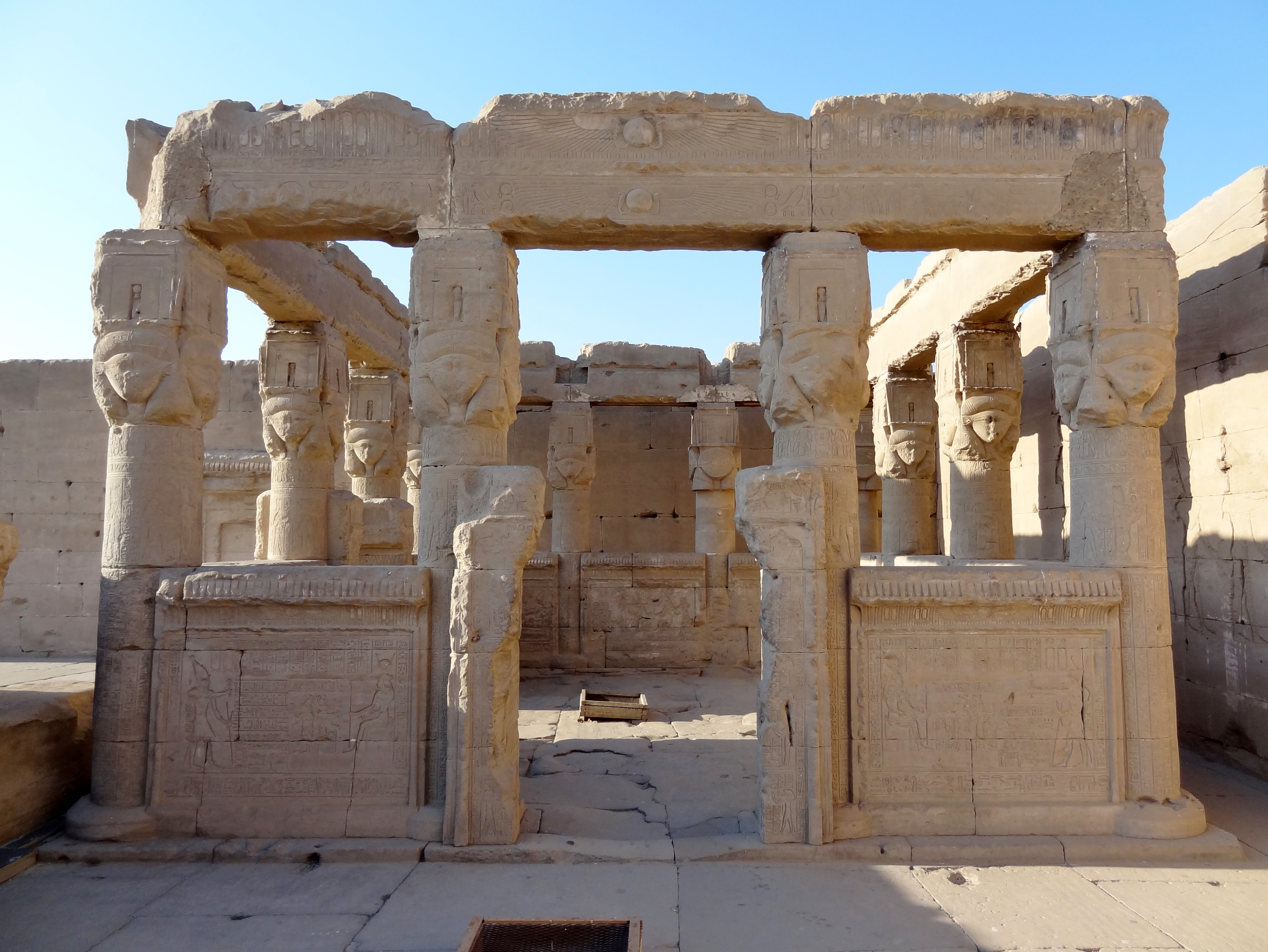
Kiosk auf dem Tempeldach

Westlich des Opfersaals führt eine gerade lange Treppe zum Tempeldach. Die Wandabbildungen zeigen Figuren des Königs und der Priester bei der Prozession mit dem Schrein der Göttin. Auf dem Dach befindet sich in der Südwestecke ein wohlerhaltener 12-Säulen-Kiosk. Die Statue der Göttin wurde über Nacht in die Dachkapelle gestellt. Am nächsten Morgen sollte die Göttin die aufgehende Sonne in symbolischer Verbindung mit der Sonnenscheibe betrachten. Die östliche Treppe diente für die Rückkehr der Prozessionen.

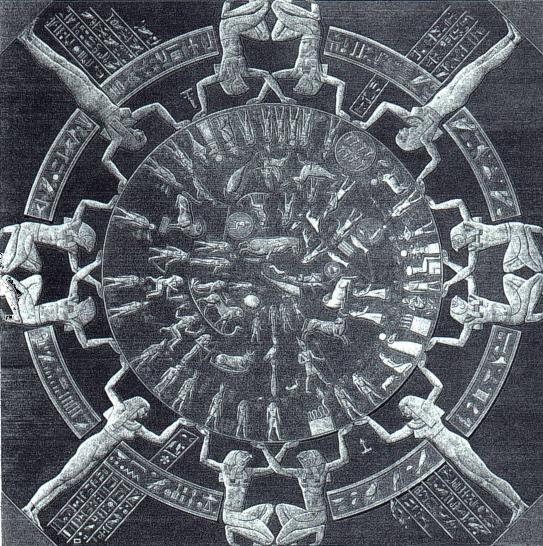
Tierkreis (heute im Louvre)

Auf dem Dach des inneren Tempels stehen im Nordwesten und Nordosten dreiräumige Kultstätten, in denen der Tod und die Auferstehung des Osiris gefeiert wurden. In den Kapellen sind die Göttin Nut und verschiedene chthonische Gottheiten dargestellt. Die Dekorationen entstanden von 50 bis 48 v. Chr. und wurden am 28. Dezember 47 v. Chr. (26. Choiak) eingeweiht. Das Datum hatte eine besondere astronomische Bedeutung, da an dem Tag ein zenitaler Vollmond beobachtet werden konnte, der an diesem Ort nur alle 1480 Jahre auftritt.
Im Mittelraum der nordöstlichen Anlage befindet sich eine Kopie des berühmten Tierkreises. Das Original wurde während der Ägyptischen Expedition (1798–1801) Napoleons mitgenommen und steht heute im Louvre. Der Zodiak zeigt astrologische Zeichen und Symbole und trug dazu bei, den Tod und die Auferstehung des Osiris an kosmische Vorgänge anzuknüpfen. Er bezeugt ein erstaunliches astronomisches Wissen der ägyptischen Priester und wurde astronomischen Untersuchungen zufolge 50 v. Chr. konzipiert.
Eine weitere Treppe führt vom Dach des inneren Tempels zum Dach des Hypostyls, auf dem an den Wänden verschiedene Götter dargestellt sind. Während der Antike wurde das Dach von frommen Pilgern besetzt, die auf Zeichen oder Wunder der Götter warteten und sich ihre Zeit mit in Steinblöcken gemeißelten Brettspielen vertrieben.

#### Außenbereich

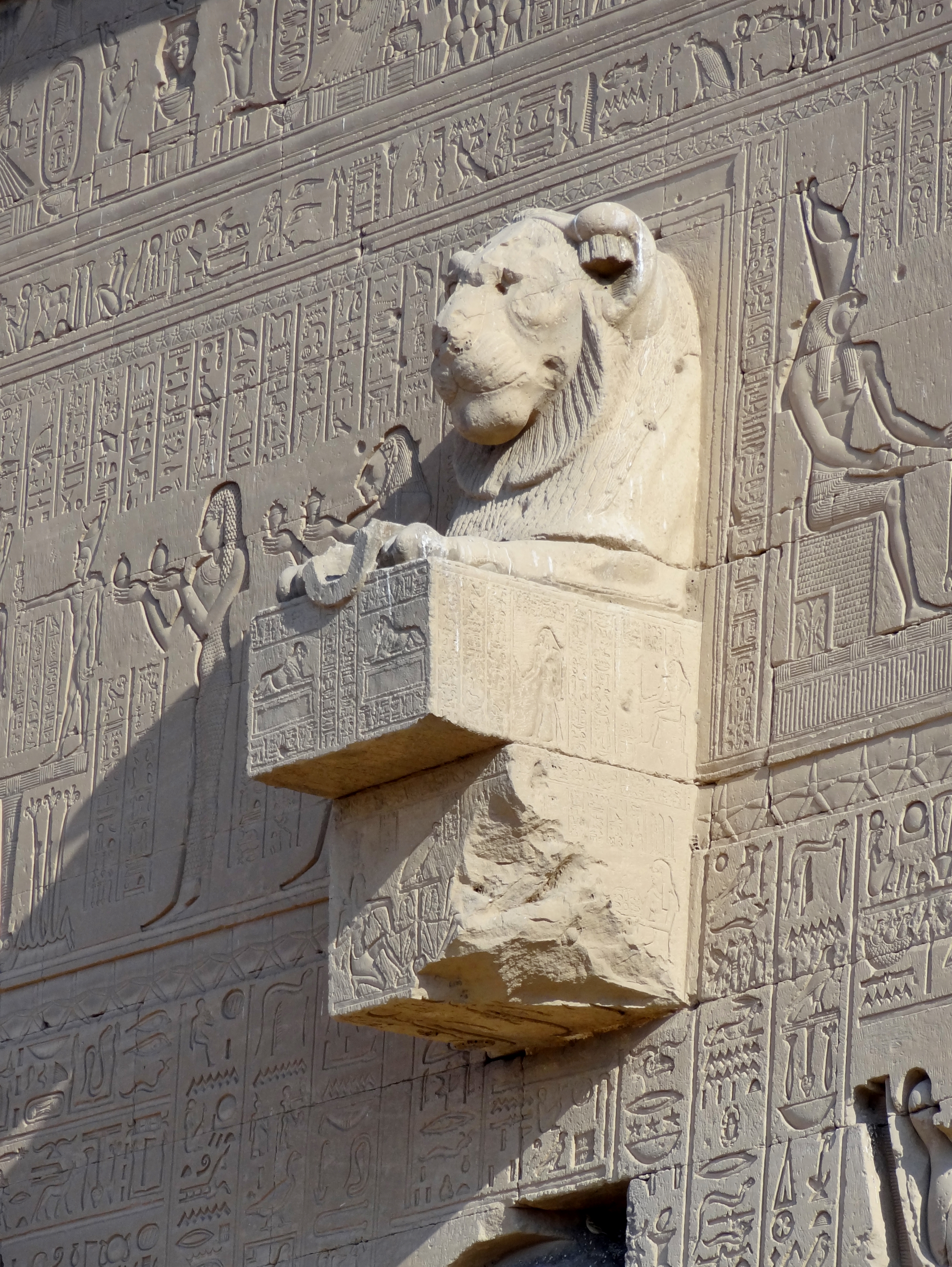
Löwenköpfiger Wasserspeier (Südwand)

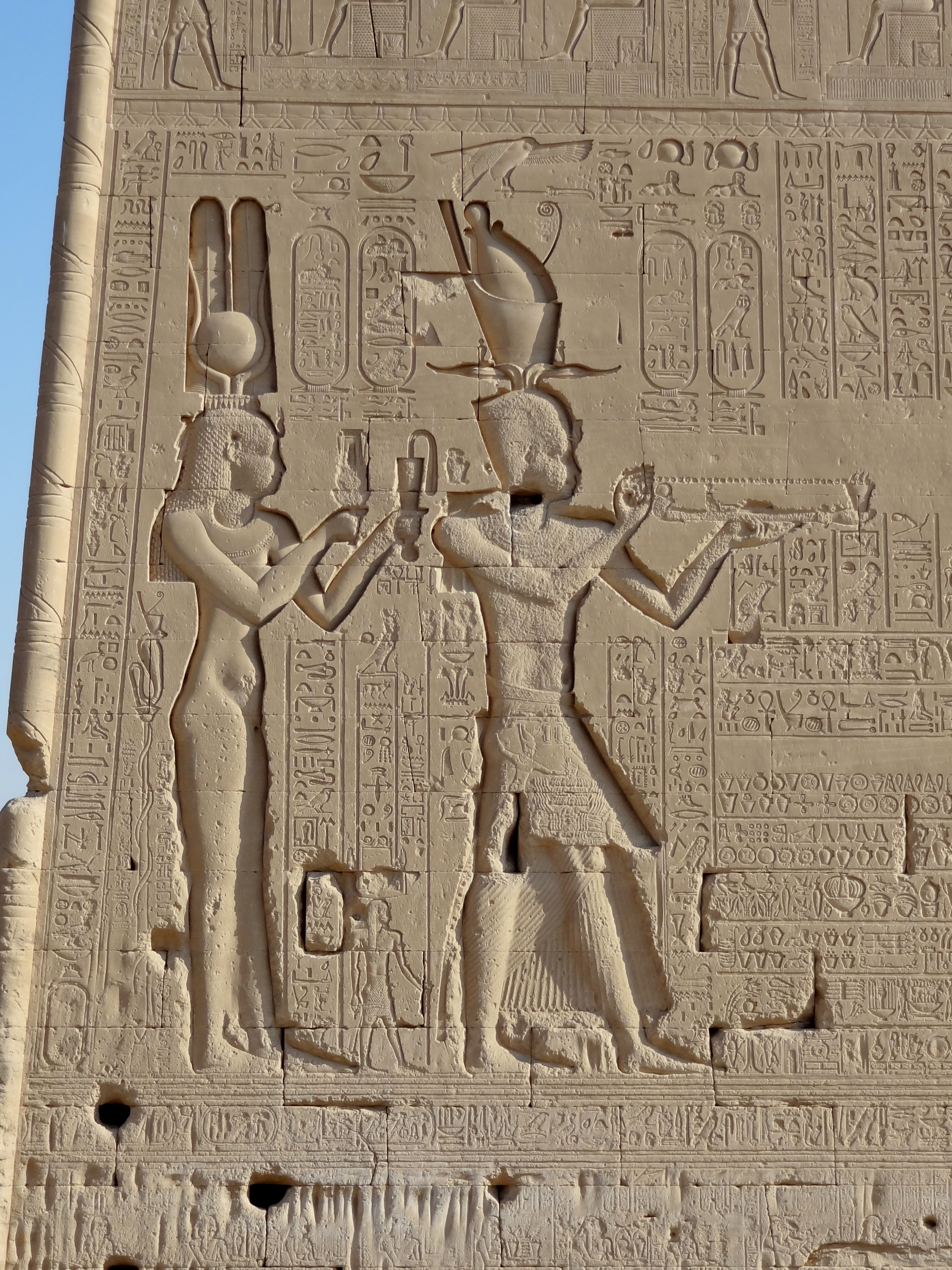
Kleopatra VII. und ihr Sohn Cäsarion

Auf der Außenwand befindet sich genau an der Stelle des Sanktuars ein Schrein des „hörenden Ohrs“, in Form einer großen Scheintür. Das heilige Gestein wurde über Jahrhunderte von Pilgern abgekratzt, die keinen Zugang zum Tempel hatten und die Stelle aufsuchten, um Gebete an die Göttin zu richten. Die Rückwand des hintersten Tempelbereichs enthält apotropäische, löwenköpfige Wasserspeier, die zur Leitung des Regenwassers vom Dach dienten. Die Wand zeigt gewaltige Darstellungen von Kleopatra VII. und ihrem Sohn Cäsarion.

### Mammisi
Der Tempel von Dendera besitzt gleich zwei Geburtshäuser (Mammisi). Das ptolemäische Geburtshaus stammt aus der 30. Dynastie und wurde von Nektanebos I. erbaut. Es befindet sich westlich des Eingangstores und war für Harsiese geweiht. Der Bau wurde unter Ptolemaios VI. durch ein Hypostyl erweitert und in der Regierungszeit von Ptolemaios X. mit Säulenstellungen umgeben. Kaiser Augustus stattete es mit einem neuen Sanktuar für Hathor-Isis aus. Das Geburtshaus wurde später von der römischen Umfassungsmauer durchschnitten, was zum Bau des römischen Geburtshauses führte. Der römische Bau wurde von Augustus direkt nach seiner Eroberung Ägyptens errichtet. Die Wandbilder zeigen Augustus Nachfolger Trajan bei der Opferzeremonie für Hathor und gehören zu den schönsten Ägyptens. Das Geburtshaus war der Hathor und ihrem Kind Ihi geweiht. Auf dem Abakus über den Säulenkapitellen finden sich Darstellungen von Bes als Schutzgott der Geburt.

### Nebengebäude

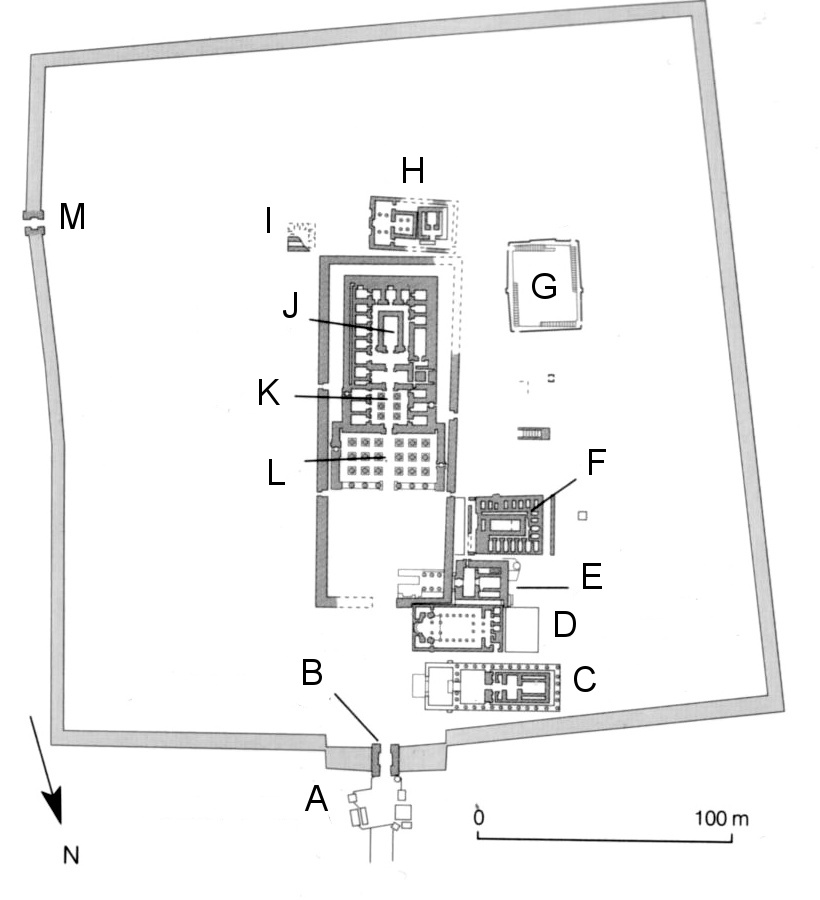
Plan mit Haupttempel und Nebenbauten

Westlich des Sanatoriums stand die Ka-Kapelle für den Kult des Mentuhotep II., die wahrscheinlich ein Nebengebäude des Haupttempels aus dem Mittleren Reich war. Die Kapelle wurde inzwischen entfernt und befindet sich nun im Atrium des Ägyptischen Museums in Kairo. Weiterhin gibt es eine Thot-Kapelle, die von einem Schreiber in der Zeit von Ptolemaios I. errichtet wurde und eine Barkenkapelle, die von 122 bis 116 v. Chr. unter Ptolemaios VIII. entstand.
Eines der größeren Nebengebäude ist der Geburtstempel der Isis (Iseum) auf der Südseite des Haupttempels, mit einem ungewöhnlichen Grundriss. Während das Hauptgebäude und das Hypostyl nach Osten ausgerichtet sind, ist das Sanktuar um neunzig Grad nach Norden zum Haupttempel gedreht. Die Rückwand des Sanktuars enthielt eine heute zerstörte Osirisstatue, die auf die Arme der Isis und Nephthys gestützt war.
Die Umfassungsmauer stammt aus der Zeit von Nektanebos I., Ptolemaios VI. und Ptolemaios X. und enthält wiederverwendete Blöcke von Amenemhet I. und Ramses II. Im Portal findet sich der Name von Augustus.
In der südwestlichen Ecke des Tempelgeländes liegt der heilige See, der Wasser für die Waschungen der Priester enthielt. Der See ist 25 mal 31 Meter groß und besitzt ein in Stein gefasstes Ritualbecken, zu dem an jeder Ecke des Sees Treppen hinunterführen und das zu den am besten erhaltenen zählt. Zwischen den Geburtshäusern befinden sich die Überreste eines in ägyptischen Tempeln einzigartigen Sanatoriums, das aus Lehmziegeln gebaut wurde. Besucher konnten in den heiligen Wassern baden oder in dem Gebäude nächtigen, um einen Heiltraum der Göttin zu empfangen. Dazu kommen römische Zisternen und die Überreste einer christlichen Basilika aus dem fünften Jahrhundert. 400 Meter östlich des Tempelbezirks befindet sich ein 135 mal 135 Meter großes unerforschtes Heiligtum des Ihi, der als Sohn der Hathor und des Horus galt, dazwischen befand sich die Stadt Tentyris.

Nebengebäude des Dendera-Tempels
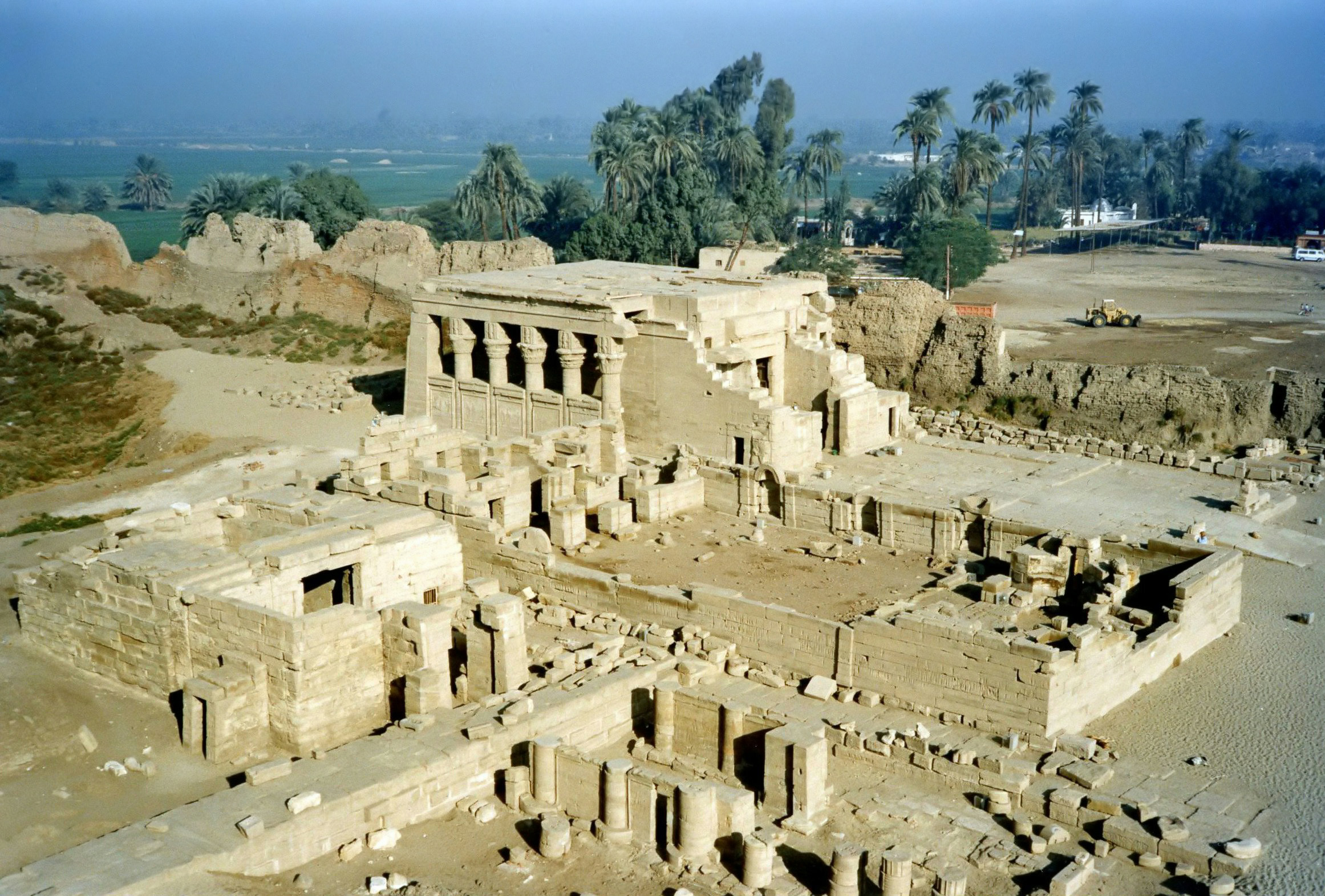
Geburtshäuser und koptische Basilika
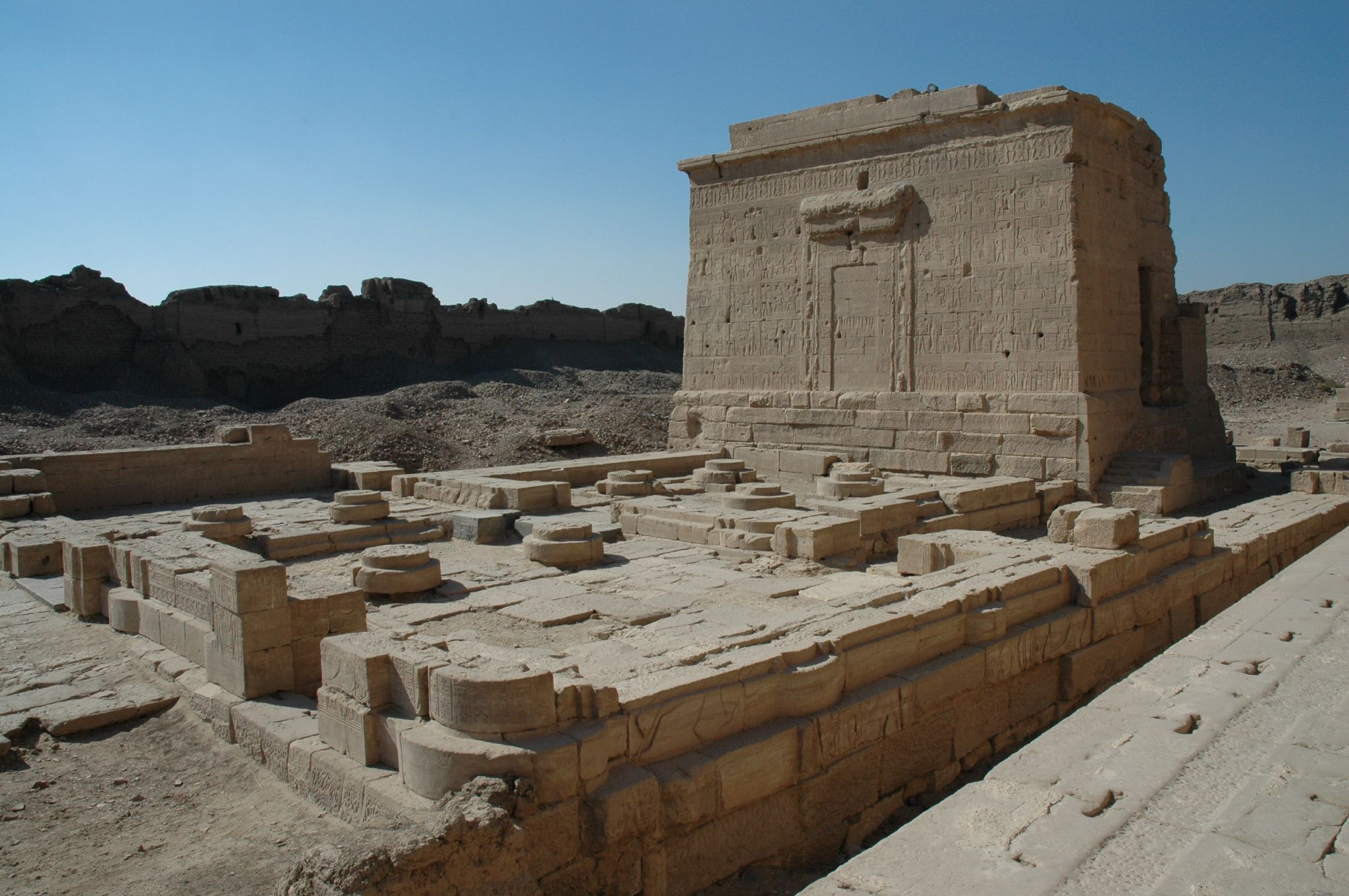
Geburtstempel der Isis
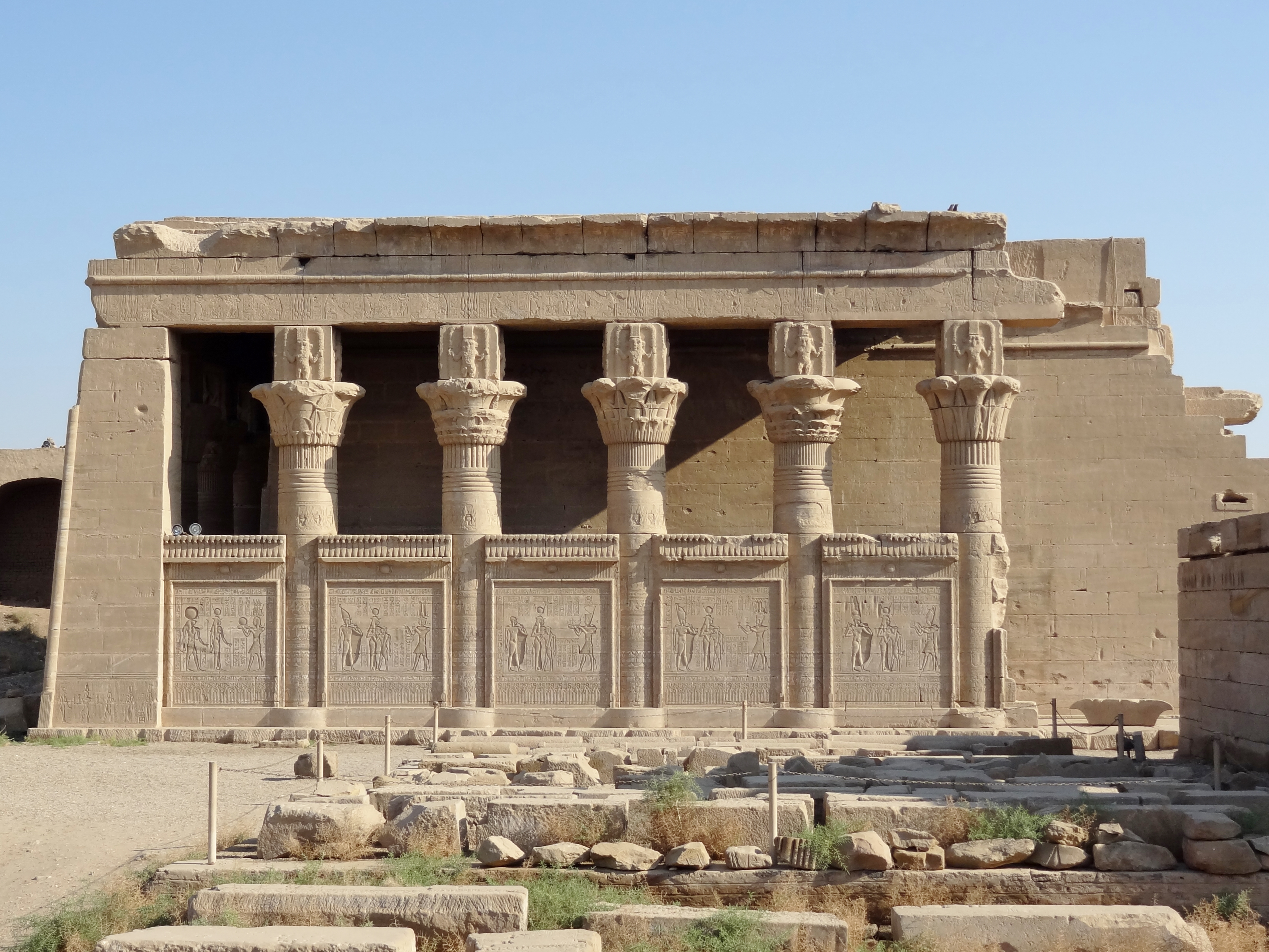
Römisches Mammisi
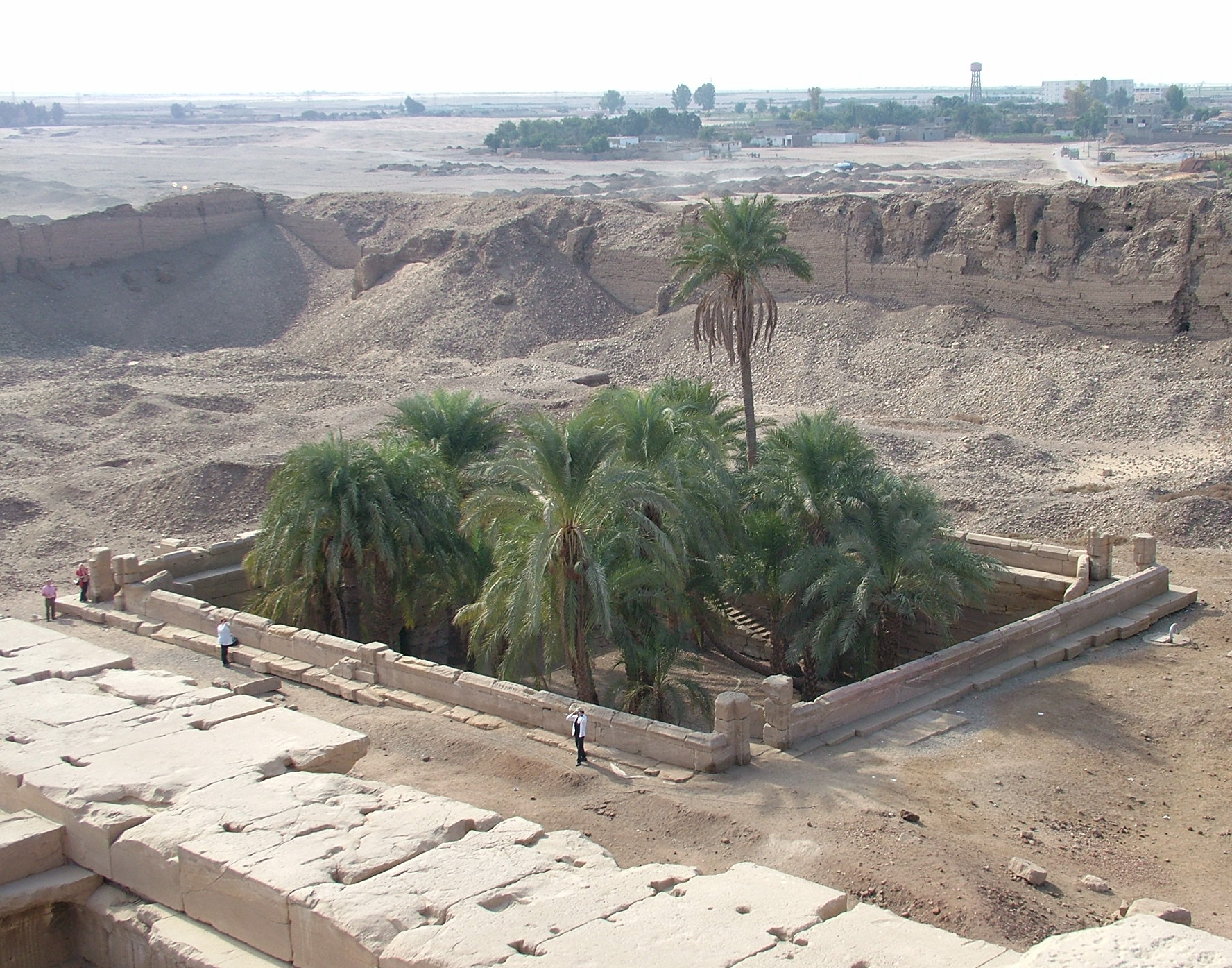
Heiliger See

### Hathorsäulen

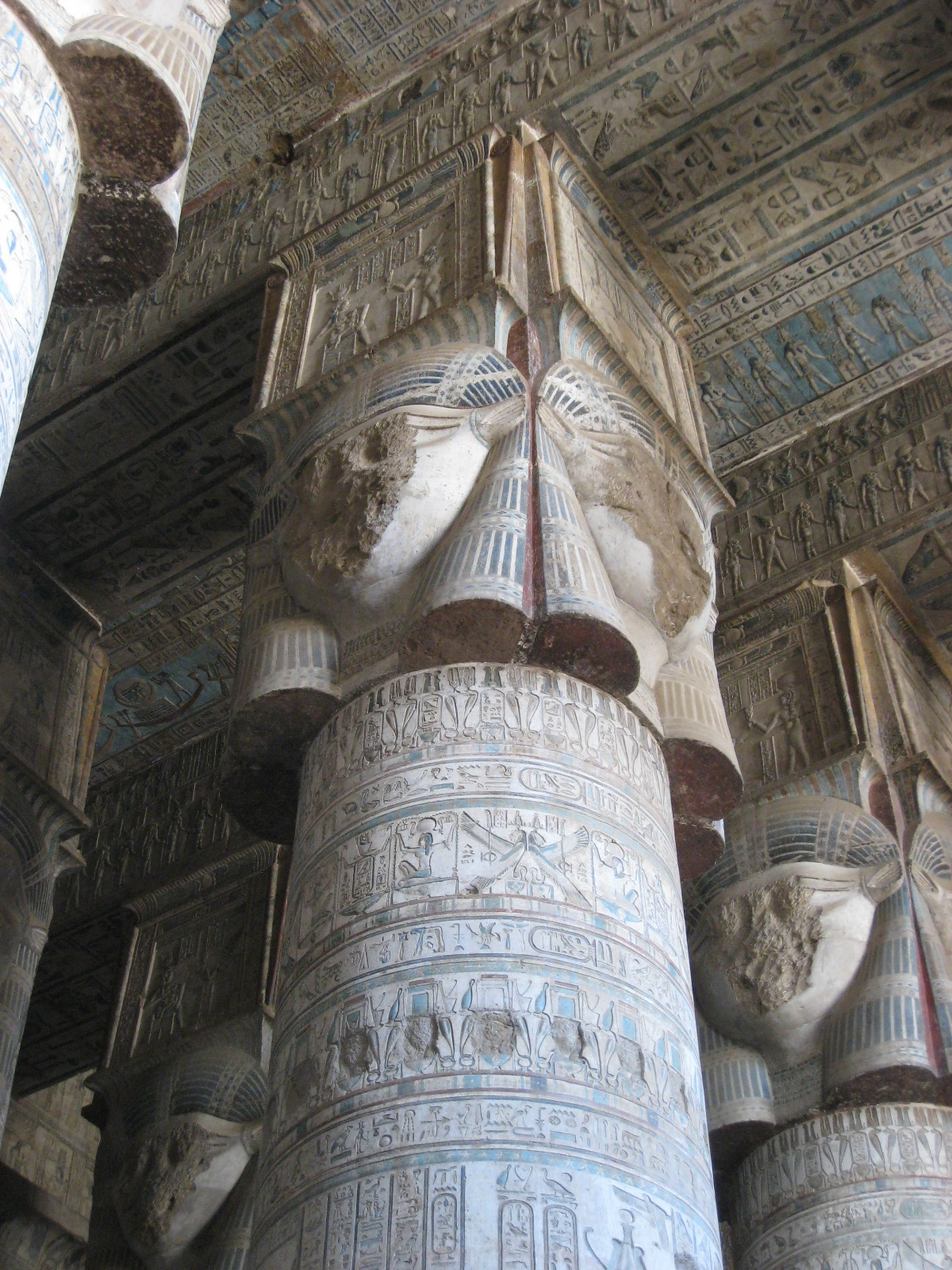
Hathorsäule

Die Hathorsäule ist als Säulentyp charakteristisch für den Tempel von Dendera und kommt dort mehrfach vor. Am auffälligsten ist sie in der Nordfassade des Haupttempels, die aus 24 Säulen in vier Reihen gebildet wird. Die Säulen bestehen aus Sandstein, haben einen Durchmesser von 220 cm und wurden in der Regierungszeit von Kaiser Tiberius errichtet. Die ersten sechs Säulen in der Frontreihe sind durch eine Schrankenwand verbunden, die bis auf halbe Höhe des großen Hypostyls reicht. Dahinter stehen weitere drei Reihen mit je sechs Säulen, von denen jede ein vierseitiges Hathor-Kapitell mit einer darübergesetzten Naos-Form enthält.
Die zweite Hypostylhalle hat sechs kleinere Säulen mit einem Schaftdurchmesser von 160 cm und Kompositkapitellen. Die Säulenbasis und die zwei unteren Säulentrommeln bestehen aus Granit, der Rest des Schafts und das Hathor-Kapitell aus Sandstein. Alle anderen Säulen des Tempels bestehen durchgehend aus Sandstein. Weitere Hathor-Kapitelle finden sich in der Wabet-Kapelle westlich des Barkensanktuars und auf dem Dachkiosk. Einige Hathor-Kapitelle der Dachkapelle tragen noch das vollständige Gesicht der Göttin, während die meisten anderen im Tempel von frühen Christen zerstört wurden.

## Kulte
Aus Darstellungen und Inschriften geht hervor, dass im Tempel 162 verschiedene Kultbilder verehrt wurden, von denen 1918 einige am heiligen See wiedergefunden wurden. Die Figuren hatten eine Höhe von 22,5 bis 210 Zentimetern. Eines der wichtigsten Feste im Tempel war das ägyptische Neujahrsfest, bei dem Priester über die westliche Treppe mit der Hathorstatue aufs Dach zogen, ausgerüstet mit Standarten, Kultsymbolen, Götterfiguren und geheimnisvollen Gerätschaften. Am Neumondstag des Monats Epiphi fand die Reise der Göttin nach Edfu zur Vereinigung mit dem Horus von Edfu statt. Neun Monate nach der Vermählung zwischen Hathor von Dendera und Horus von Edfu wurde im Mammisi die göttliche Geburt gefeiert. Die Barkenkapelle neben dem heiligen See war Schauplatz für das Schiffsfest, bei dem die Rückkehr der Hathor aus Nubien gefeiert wurde. In den Osiriskapellen auf dem Dach des Haupttempels fanden im Monat Choiak die Osiris-Mysterien statt, bei denen die Wiederauferstehung des Osiris im Mittelpunkt stand.

## Mythologie
Die Hauptgötter des Dendera-Tempels lassen sich in zwei Triaden zusammenfassen, von denen eine aus Hathor-Horus-Harsomtus und die andere aus Isis-Osiris-Harsiesis besteht. Aus den Inschriften geht hervor, dass insgesamt vier verschiedene Formen der Hathor und drei des Harsomtus verehrt wurden. Bastet, Sachmet, Mut und Tefnut bilden eine weitere Göttergruppe und verinnerlichen Aspekte der Hathor als Rache- und Schutzgöttin. Bei den restlichen Gottheiten handelt es sich um die Deltagottheiten (Wadjet, Hathor Nebethetepet, Iousaas) sowie um Gottheiten aus Memphis und Heliopolis. Re-Harachte gilt als Vater der Hathor. Der Legende nach soll er Dendera als Ersatz für Heliopolis erschaffen haben, dessen Name Iwnet die weibliche Form von Heliopolis (Iwnw) darstellt.